# Confederazione polacco-lituana
La Confederazione polacco-lituana (in polacco Rzeczpospolita Obojga Narodów; in lituano Abiejų tautų respublika; in bielorusso Рэч Паспалітая?; in ucraino Річ Посполита?; in latino Res Publica Utriusque Nationis), formalmente nota come Corona del Regno di Polonia e Granducato di Lituania o Repubblica delle Due Nazioni e, dopo il 1791, Confederazione di Polonia, fu uno Stato federale composto da Polonia e Lituania governato da un comune monarca in unione reale, che agiva in veste sia di re di Polonia sia di granduca di Lituania. Durante il periodo in cui esistette, riuscì a diventare una delle più grandi e popolose entità nazionali dell'Europa tra il XVI e il XVII secolo. Nella fase di massima estensione territoriale, all'inizio del XVII secolo, la Confederazione copriva quasi 1 100 000 di km² e nel 1772 faceva registrare a livello demografico una popolazione di circa 12 milioni di abitanti. Il polacco e il latino risultavano le due lingue ufficiali, mentre tra le più diffuse figuravano il lituano, il ruteno e lo yiddish.
La Confederazione vide la luce con l'Unione di Lublino nel luglio 1569, ma la Corona del Regno di Polonia e il Granducato di Lituania erano già entrati in un'unione personale de facto dal 1386 con il matrimonio della regina polacca Edvige e il granduca della Lituania Jogaila, che fu incoronato re jure uxoris Ladislao II Jagellone di Polonia. La prima spartizione nel 1772 e la seconda nel 1793 ridussero notevolmente le dimensioni dello Stato e la Confederazione sparì dalle mappe del continente europeo con la terza spartizione nel 1795.
L'Unione possedeva molte caratteristiche uniche tra gli Stati contemporanei: il sistema politico si contraddistingueva per rigidi controlli sul potere monarchico, grazie a una legislatura (sejm) controllata dalla nobiltà locale (szlachta). Questo sistema idiosincratico, nonostante precursore di alcuni dei moderni sistemi di democrazia e a partire dal 1791 convertito in una monarchia costituzionale, si rivelò impreparato a reagire alle aggressive potenze confinanti perché frammentato dalle frange politiche interne. Sebbene i due Stati componenti della Confederazione ricoprissero un ruolo gerarchicamente uguale, la Polonia appariva innegabilmente la metà dominante nell'unione.
Tra gli aspetti più caratterizzanti della Confederazione polacco-lituana figuravano alti livelli di diversità etnica e una relativa tolleranza religiosa, garantiti dall'atto di Varsavia del 1573; tuttavia, il grado di libertà religiosa variò nel corso del tempo. La Costituzione del 1791 riconosceva il cattolicesimo come la "religione dominante", a differenza della Confederazione di Varsavia, ma con essa era ancora concessa la libertà di religione.
Dopo diversi decenni di prosperità, affrontò una prolungata parentesi di declino politico, oltre che militare ed economico. La sua crescente debolezza portò alla sua divisione tra i suoi vicini (Austria, Prussia e Russia) durante la fine del XVIII secolo. Poco prima della sua dissoluzione, la Confederazione promulgò una massiccia riforma grazie all'introduzione della Costituzione del 3 maggio, la prima ad essere codificata nella storia europea moderna e la seconda nella storia del mondo moderno (dopo quella degli Stati Uniti).

## Denominazione
Il nome ufficiale dello Stato era "Regno di Polonia e Granducato di Lituania" (in polacco Królestwo Polskie i Wielkie Księstwo Litewskie; in lituano Lenkijos Karalystė ir Lietuvos Didžioji Kunigaikštystė, in latino Regnum Poloniae Magnusque Ducatus Lithuaniae) e l'impiego della formula in latino compariva anche nei trattati internazionali e in campo diplomatico.
Nel XVII secolo e nei decenni a venire era conosciuta anche come "Serenissima Confederazione della Polonia" (in polacco: Najjaśniejsza Rzeczpospolita Polska, in latino: Serenissima Res Publica Poloniae) o Confederazione della Polonia.
Gli europei occidentali spesso semplificavano il nome in "Polonia" e nella maggior parte delle fonti passate e moderne si utilizza l'espressione Regno di Polonia o, più semplicemente, Polonia. I termini "Confederazione di Polonia" e "Confederazione delle Due Nazioni" (in polacco: Rzeczpospolita Obojga Narodów, in latino: Res Publica Utriusque Nationis) vennero utilizzati nella Garanzia reciproca delle due nazioni, una delle disposizioni transitorie legate alla Costituzione del 1791.
Altri nomi informali includono "Repubblica nobiliare" (Rzeczpospolita szlachecka) e "Prima Repubblica" (I Rzeczpospolita), quest'ultima relativamente comune nella storiografia per distinguerla dalla Seconda Repubblica di Polonia.

## Storia

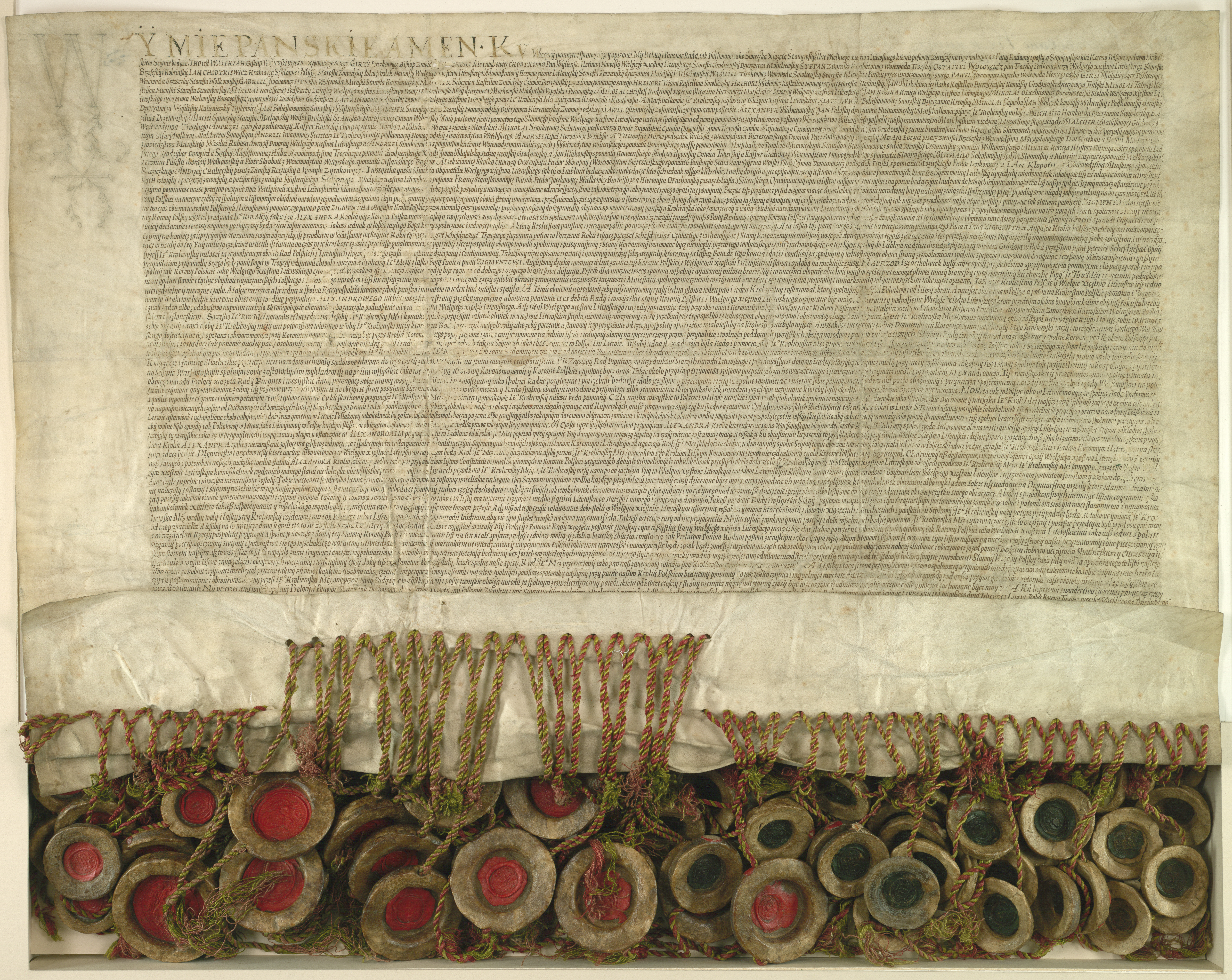
L'Unione di Lublino unì il Regno di Polonia e il Granducato di Lituania nel 1569

La Polonia e la Lituania affrontarono una serie alternata di guerre e alleanze durante il XIV secolo e l'inizio del XV secolo: diversi accordi tra i due (nello specifico, l'Unione di Cracovia e Vilnius, l'Unione di Krewo, l'Unione di Vilnius e Radom, l'Unione di Grodno e l'Unione di Horodło) furono conclusi prima dell'unione permanente del 1569 di Lublino. Quest'accordo rientrava tra gli atti voluti da Sigismondo II Augusto, l'ultimo monarca della dinastia Jagellone: questi credeva di poter preservare la sua dinastia adottando la monarchia elettiva, ma la sua morte nel 1572 fu seguita da un interregno di tre anni durante il quale si apportarono degli adeguamenti al sistema costituzionale; questi aggiustamenti aumentarono significativamente il potere della nobiltà polacca e stabilirono una monarchia realmente elettiva.
La Confederazione raggiunse il suo periodo di massimo splendore all'inizio del XVII secolo. Il suo potente parlamento era dominato da nobili riluttanti a farsi coinvolgere nella guerra dei trent'anni; questa neutralità risparmiò il Paese dalle devastazioni di un conflitto politico-religioso che lacerò varie aree del resto del continente. La Confederazione riuscì a tenere testa alla Svezia, allo Zarato di Russia e ai vassalli dell'Impero ottomano, lanciando inoltre offensive espansionistiche di successo contro i suoi vicini. Nel corso del travagliato periodo dei torbidi, la Polonia-Lituania riuscì a entrare nell'allora fragile Russia e minacciò seriamente Mosca nel corso della guerra polacco-moscovita (1605-1618) non solo sul campo di battaglia, in quanto si intendeva installare un sovrano polacco sul trono: si trattò di uno dei momenti di maggior peso politico a livello internazionale di Varsavia.
Il potere della Confederazione iniziò a calare dopo una serie di eventi accaduti nei decenni successivi. Una grande ribellione dei cosacchi ucraini nella parte sud-orientale del territorio (la rivolta di Chmel'nyc'kyj nell'odierna Ucraina) iniziò nel 1648. Ne derivò una richiesta ucraina, secondo i termini del trattato di Perejaslav, per la protezione da parte dello zar russo. L'annessione russa di parte dell'Ucraina soppiantò gradualmente l'influenza polacca. Un'altra grana per la Confederazione riguardò l'invasione svedese nel 1655, passata alla storia come diluvio, che fu sostenuta dalle truppe del duca della Transilvania Giorgio II Rákóczi e Federico Guglielmo I di Brandeburgo. I tartari del Khanato di Crimea e dell'Orda Nogai effettuarono delle incursioni per fare prigionieri schiavi quasi annualmente nei territori orientali controllati da Varsavia.
Alla fine del XVII secolo, il sovrano di uno Stato ormai indebolito, Giovanni III Sobieski, si alleò con l'imperatore del Sacro Romano Impero Leopoldo I per tentare di invertire la tendenza delle sconfitte schiaccianti riportate contro l'Impero ottomano. Nel 1683 la battaglia di Vienna segnò la svolta finale nella lotta durata 250 anni tra le forze dell'Europa cristiana e gli ottomani di fede musulmana. Per via della sua secolare opposizione agli aggressori musulmani, la Confederazione si guadagnò l'appellativo di Antemurale Christianitatis (baluardo del cristianesimo) assieme ai croati e agli ungheresi. Durante i successivi sedici anni, la guerra austro-turca avrebbe spinto i turchi permanentemente a sud del fiume Danubio e Istanbul non fu più in grado di minacciare l'Europa centrale.
Nel XVIII secolo, la destabilizzazione del sistema politico portò la Confederazione sull'orlo della guerra civile: i vari problemi interni la resero vulnerabile alle influenze straniere. Quando nel 1715 scoppiò una vera e propria guerra tra il re e la nobiltà, l'efficace mediazione chiesta allo zar Pietro il Grande lo mise in grado di indebolire ulteriormente lo Stato: l'esercito russo era infatti presente al cosiddetto Sejm silenzioso del 1717, in cui si limitò la dimensione delle forze armate a 24 000 uomini e si ridiscusse dei finanziamenti pubblici riservati al settore militare, si riaffermò la pratica destabilizzante del liberum veto e si bandì l'esercito sassone del re; lo zar doveva fungere da garante dell'accordo. Un altro fattore interessante da segnalare è che il crescente sfruttamento e interesse delle risorse nelle Americhe da parte di potenze occidentali quali Inghilterra, Spagna, Portogallo e Francia rese molto netto il divario con le disponibilità tecnologiche ed economiche possedute invece dalla Polonia-Lituania o dalla Russia.
Nel 1764 il nobile Stanisław August Poniatowski fu eletto monarca con la connivenza e il sostegno della sua ex amante Caterina la Grande, imperatrice di Russia. Nel 1768 la Confederazione polacco-lituana cominciò ad essere considerata dai russi come protettorato dell'Impero (nonostante il fatto che fosse ufficialmente ancora uno Stato indipendente). La maggioranza del controllo sulla Polonia era centrale per le strategie diplomatiche e militari di Caterina. I tentativi di riforma, come la convocazione del sejm dei quattro anni che portò alla stesura della Costituzione di maggio, si rilevarono tardivi. Il Paese finì per venire suddiviso in tre fasi dal vicino Impero russo, dal Regno di Prussia e dalla monarchia asburgica. Nel 1795 la Confederazione sparì del tutto dalle mappe dell'Europa; la Polonia e la Lituania non tornarono ad esistere come Paesi indipendenti se non nel 1918.

## Organizzazione e politica dello Stato

### Libertà dorata

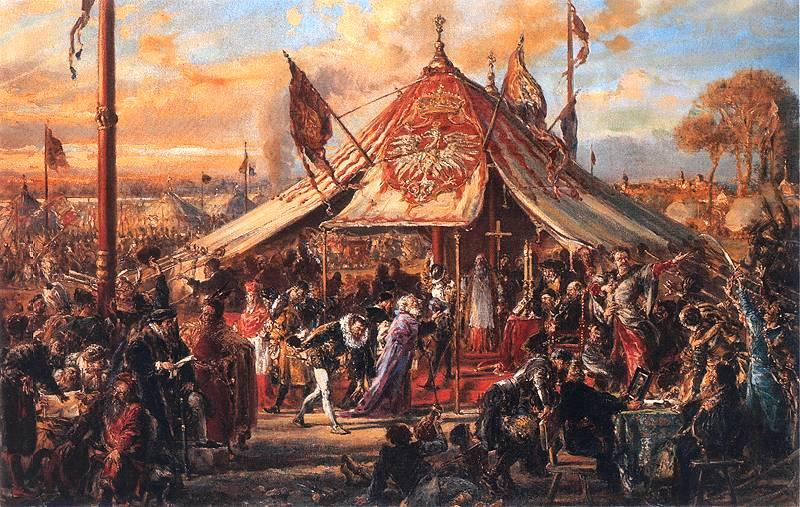
La Repubblica all'apice del suo potere in un'opera di Jan Matejko: l'elezione reale rappresentata è quella del 1573

La dottrina politica della Confederazione era riassumibile nella massima "il nostro stato è una repubblica sotto la presidenza del re". Il cancelliere Jan Zamoyski riassunse questa dottrina quando affermò: Rex regnat et non-gubernat ("Il re regna ma non governa"). La Confederazione vantava un parlamento, il sejm, nonché un senato e un re eletto. Il sovrano era obbligato a rispettare i diritti dei cittadini specificati negli articoli enriciani e nella Pacta conventa, negoziati al momento della sua elezione. Nel corso del tempo, i primi furono fusi ai secondi.
Il potere del monarca era limitato a favore della numericamente considerevole classe nobile. Ogni nuovo re doveva impegnarsi a sostenere gli articoli enriciani, ovvero la base del sistema politico della Polonia (i quali includevano garanzie quasi senza precedenti in tema di tolleranza religiosa). Da quel momento in poi, il re diveniva effettivamente un membro della classe nobile e veniva costantemente supervisionato da un gruppo di senatori. Il Sejm poteva porre il veto al re su questioni importanti, inclusa l'adozione di nuove disposizioni legislative, gli affari esteri, la dichiarazione di guerra e la tassazione (modifiche delle tasse esistenti o la riscossione di nuove imposte).
La fondazione del sistema politico confederato, la cosiddetta "libertà dorata" (in polacco Złota Wolność, termine usato dal 1573 in poi), includeva:
- Sejm, il parlamento della Confederazione che il re doveva tenere ogni due anni;
- Pacta conventa (latino), "accordi concordati" negoziati con il re eletto, inclusa una carta dei diritti, vincolante per il re, derivata dai precedenti articoli enriciani;
- Libertà religiosa garantita dall'atto di Varsavia del 1573;[19]
- Rokosz (insurrezione), il diritto della szlachta di ribellarsi legalmente al re che avesse violato le loro libertà così come garantite dagli atti legislativi;
- Liberum veto (latino), il diritto di un singolo deputato del Sejm di opporsi a una decisione presa dalla maggioranza in una sessione parlamentare. Quando si esprimeva tale veto, tutta la legislazione precedentemente approvata nella stessa sessione decadeva. Durante la crisi della seconda metà del XVII secolo, i nobili polacchi furono in grado di sfruttare il liberum veto nei sejmik provinciali;
- Konfederacja (dal latino confederatio), il diritto di formare un'organizzazione per la realizzazione di un determinato scopo agendo al posto delle autorità costituite o cercando di imporre il suo volere ad esse.[48]

Le due regioni principali (Polonia e Lituania) della Confederazione godevano di una discreta autonomia: ogni voivodato aveva un proprio parlamento (sejmik), che esercitava un potere politico effettivo, in particolare con relazione alla scelta del deputato (poseł) al Sejm nazionale e l'incarico al deputato di specifiche istruzioni di voto. Il Granducato di Lituania aveva un proprio esercito separato, un suo erario e la maggior parte delle altre istituzioni ufficiali: solo dal 1791 lo Stato divenne effettivamente unitario.
La nobiltà diede vita a un'entità politica insolita per la sua epoca, in quanto si sperimentò l'esempio opposto dell'assolutismo francese, con l'autorità di molti influiva pesantemente sulle scelte del monarca. In un momento storico in cui il grosso dei Paesi europei convergeva infatti verso la centralizzazione, la monarchia assoluta e le guerre religiose e dinastiche, la Confederazione convisse con il decentramento, una quasi totale assenza di un'amministrazione congiunta, la democrazia e tolleranza religiosa ma, al contempo, fragilità innanzitutto a livello militare nell'ultimo secolo di esistenza.
A generare un simile sistema politico, come detto insolito per il suo tempo, fu la vertiginosa ascesa dell'aristocrazia, la szlachta, sulle altre classi sociali e nell'organigramma politico della monarchia. Col tempo, la nobiltà accumulò abbastanza privilegi (come quelli stabiliti dall'atto Nihil novi del 1505) tali per cui nessun monarca avrebbe potuto sperare anche solo di rompere la presa della szlachta sulla gestione dell'esecutivo. Pur essendo la Confederazione difficilmente inquadrabile in una categoria delle forme di governo esistite in epoca moderna, si può tentare di descriverla come una miscela di:
- Caratteristiche tipiche di una federazione, specie per quanto riguardava l'ampia autonomia delle sue regioni;
- Oligarchia, poiché solo la szlachta godeva di diritti politici;[55]
- Democrazia, poiché tutti gli aristocratici avevano medesimi diritti e privilegi, mentre il Sejm poteva porre il veto al re in diverse circostanze e ambiti governativi:[47] i nobili costituivano circa il 10% della popolazione, una percentuale superiore a quella di qualunque altro Paese europeo anche del XIX secolo se si eccettua la Spagna:[56][57] gli storici fanno infatti notare che nel 1820 in Francia solo l'1,5% della popolazione adulta maschile disponeva del diritto di voto e nel 1840 in Belgio solo il 5%;[57][58]
- Monarchia elettiva, poiché il monarca, eletto dalla szlachta, assumeva il ruolo di capo dello Stato;
- Monarchia costituzionale, poiché il monarca era vincolato dai pacta conventa e da altre leggi, mentre lo szlachta poteva disobbedire a qualsiasi decreto del re ritenuto illegittimo;
- Repubblica, è ufficialmente riconosciuta come la prima repubblica polacca.

### Fragilità strutturali

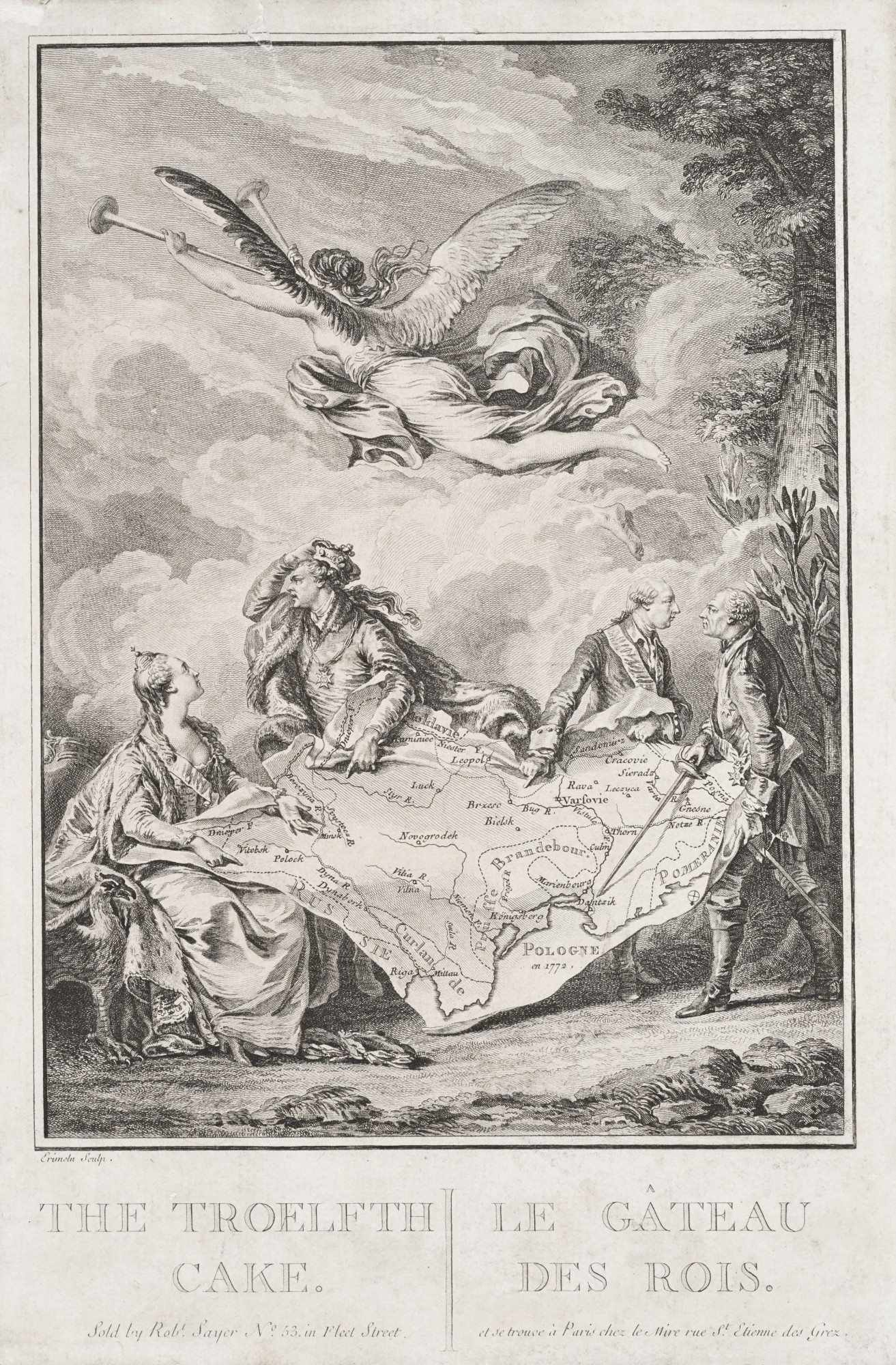
La torta di Troelfth, allegoria della prima spartizione della Polonia realizzata da Jean-Michel Moreau

La scomparsa della dinastia degli Jagelloni nel 1572, dopo quasi due secoli di dominio, interruppe il fragile equilibrio del governo della Confederazione. Il potere scivolò via via sempre più dal governo centrale in favore della nobiltà.
Quando si presentavano periodiche opportunità per occupare il trono, la szlachta mostrava preferenze per i candidati stranieri che non pareva potessero stabilire dinastie stabili e durature: una simile scelta spesso portò alla nomina di monarchi inefficienti o in costante conflitto debilitante con la nobiltà. Inoltre, a parte eccezioni degne di nota come l'abile Stefano I Báthory dalla Transilvania (1576-1586), il quale cercò di rimediare alla fragilità delle armate nazionali reclutando i temibili cosacchi di Zaporižžja, i re di origine straniera erano inclini a subordinare gli interessi della Confederazione a quelli del proprio Paese e casa regnante. Ciò si riscontrò in maniera sensibile nelle politiche e nelle azioni dei primi due sovrani eletti del Casato svedese di Vasa, scatenando dissapori con Stoccolma culminati in un conflitto passato alla storia come diluvio, uno degli eventi che segnarono la fine del secolo d'oro della Confederazione e l'inizio del declino.
La ribellione di Sandomierz (1606-1607) segnò un sostanziale aumento del potere dei magnati polacchi e la trasformazione della democrazia szlachta in un'oligarchia dei magnati, i nobili più abbienti e di maggiore spicco. Il sistema politico appariva spesso vulnerabile a interferenze esterne, poiché i deputati del Sejm corrotti da potenze straniere potevano usare il loro diritto di veto per bloccare i tentativi di riforma: infatti, poiché anche un singolo deputato che poneva il veto poteva paralizzare l'apparato legislativo, la macchina statale si trovò spesso impossibilitata a prendere i provvedimenti che erano stati sottoposti all'iter di approvazione. Questa situazione generò un'anarchia che regnò per oltre cento anni, dalla metà del XVII secolo alla fine del XVIII, mentre i suoi vicini stabilivano i loro affari interni e accrescevano la propria potenza militare.

### Riforme tardive

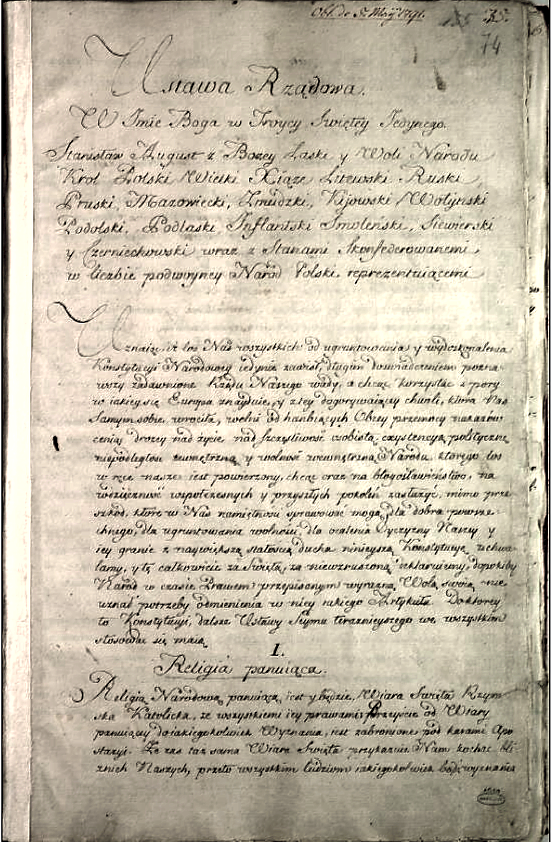
La Costituzione del 3 maggio adottata nel 1791, tra le prime moderne in Europa

Alla fine, la Confederazione effettuò un serio tentativo di riformare il suo sistema politico adottando nel 1791 la Costituzione del 3 maggio 1791, che lo storico Norman Davies definisce la prima del suo genere in Europa. La rivoluzionaria legge costituzionale ristrutturò l'ex Confederazione polacco-lituana come uno Stato federale con una monarchia ereditaria e abolì alcune delle caratteristiche deleterie del vecchio sistema. Nello specifico:
- Abolì il liberum veto e bandì le confederazioni dello szlachta;
- Sancì una separazione dei poteri del potere legislativo, esecutivo e giudiziario;
- Stabilì la "sovranità popolare" ed estese i diritti politici per includere non solo la nobiltà ma pure la borghesia;
- Accrebbe i diritti dei contadini;
- Preservò la tolleranza religiosa (ma con una condanna dell'apostasia da parte della fede cattolica).

Le riforme si dimostrarono però tutto sommato tardive: l'appoggio del re alla riforma del grande Sejm portò alla costituzione della confederazione di Targowica e alla seconda spartizione della Polonia. Le potenze vicine non si accontentarono infatti dopo il 1791 di quanto ottennero frammentando una prima volta la Polonia nel 1772 poiché, anziché preservarla come debole Stato cuscinetto, scelsero di reagire con forza ai tentativi del re Stanislao II Augusto e degli altri riformatori volti a rafforzare la posizione di Varsavia. La Russia temeva le implicazioni rivoluzionarie delle riforme politiche della Costituzione del 3 maggio e la prospettiva della Confederazione di riconquistare la sua posizione di potenza europea. Pertanto, Caterina la Grande si affrettò a bollare la costituzione polacca come giacobina e poi a intervenire prontamente quando non fu più impegnata nella guerra russo-turca (1787-1792). Fu Grigorij Aleksandrovič Potëmkin a redigere il sopraccitato statuto della confederazione di Targowica, riferendosi alla costituzione come ad un "contagio di idee democratiche". Nel frattempo, la Prussia e l'Austria colsero l'occasione per un'ulteriore espansione territoriale. Il ministro prussiano Ewald Friedrich von Hertzberg definì la costituzione "un colpo alla monarchia prussiana", temendo che una Polonia rafforzata avrebbe potuto creare nuove rogne alla Prussia. Alla fine, la costituzione del 3 maggio non fu mai pienamente attuata e, dopo la terza spartizione, non rimase alcuna repubblica su cui regnare.

## Economia

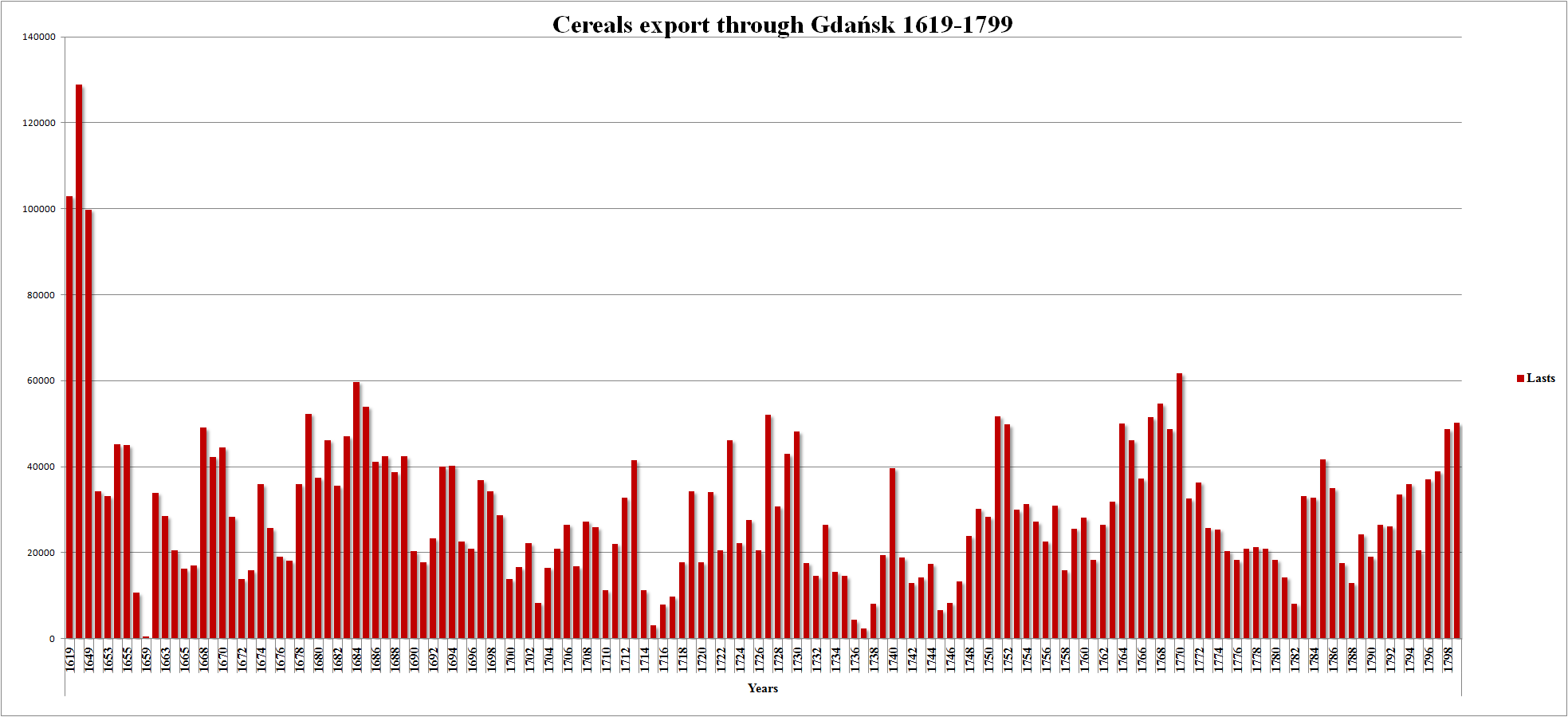
Esportazioni di cereali negli anni 1619-1799. L'agricoltura, un tempo estremamente redditizia per la nobiltà, lo divenne molto meno dopo la metà del XVII secolo

L'economia della Confederazione si basava perlopiù sull'agricoltura e sul commercio, nonostante vi fosse un'abbondanza di botteghe artigiane e manifatture, in particolare cartiere, concerie di cuoio, ferriere, vetrerie e fornaci; alcune grandi città ospitavano artigiani impegnati in vari settori di produzione, gioiellieri e orologiai. La maggior parte delle industrie e dei commerci si concentrava nel Regno di Polonia; il Granducato di Lituania era più rurale e il settore primario, unito alla produzione di tessuti, continuò ad essere il motore trainante della regione anche dopo lo scioglimento della Confederazione. L'attività mineraria si sviluppò invece nella regione sud-occidentale della Polonia, ricca di risorse naturali quali il piombo, carbone, rame e il salgemma (si pensi alle celebri miniere di Wieliczka). La valuta utilizzata in Polonia-Lituania era lo złoty (che significa "oro") e in centesimi si usava il grosz. Le monete straniere sotto forma di ducati, talleri e scellini venivano ampiamente accettate e scambiate. La città di Danzica aveva il privilegio di coniare una propria moneta, ma è solo dal 1794 che Tadeusz Kościuszko autorizzò l'emissione delle prime banconote polacche.
Il Paese svolse un ruolo significativo nell'approvvigionamento dell'Europa occidentale per via dell'esportazione di grano (in particolare segale), bovini (buoi), pellicce, legname, lino, canapa, cenere, catrame, acido carminico e ambra. I cereali, il bestiame e le pellicce rappresentavano quasi il 90% delle esportazioni del Paese verso i mercati europei attraverso il commercio terrestre e marittimo nel XVI secolo. Da Danzica, le navi trasportavano merci verso i principali porti delle Fiandre e dei Paesi Bassi, come Anversa e Amsterdam, mentre le rotte terrestri, per lo più verso le province tedesche del Sacro Romano Impero facenti capo a Lipsia e Norimberga, si percorrevano per l'esportazione di bovini vivi (mandrie di circa 50 000 capi), sale, tabacco, canapa e cotone dalla Grande Polonia. Viceversa, la Confederazione importava vino, birra, frutta, spezie esotiche, beni di lusso (quali ad esempio arazzi), mobili, tessuti e prodotti industriali come acciaio e utensili di vario genere.
Il settore agricolo era dominato da un feudalesimo basato su un'economia di piantagione e legato alla servitù della gleba. La schiavitù andò proibita in Polonia nel XV secolo, mentre fu formalmente abolita in Lituania nel 1588, ma la pratica si dimostrò dura a morire. Il folwark, un sistema di produzione agricola su larga scala basato appunto sulla servitù della gleba, assunse un ruolo dominante nel panorama economico della Polonia già a partire dalla fine del XV secolo e per i successivi trecento anni. Questa modalità di gestione dall'agricoltura, controllata incontrovertibilmente dalla nobiltà dell'Europa centro-orientale, si discostava da quelle adottate nella sezione occidentale del continente, dove elementi di capitalismo e industrializzazione si stavano sviluppando in misura molto maggiore, con la conseguente crescita di una classe borghese e della sua influenza politica. L'apice del commercio agricolo raggiunto nel XVI secolo, combinato alla manodopera contadina fornita gratuitamente in cambio di vitto o alloggio o decisamente a buon mercato, rese l'economia del Paese tutto sommato florida fino a quando non avvenne un brusco calo dalla fine del XVII secolo in poi. Le relazioni commerciali furono infatti interrotte dalle guerre e la Confederazione si dimostrò incapace di migliorare le sue infrastrutture di trasporto o le sue pratiche agricole. La condizione dei servi si era fatta inoltre sempre più insostenibile, tanto che aumentarono i casi di fuga in concomitanza con l'entrata in crisi del sistema: i principali tentativi della Confederazione di arginare il problema e migliorare la produttività si rivelarono controproducenti, poiché consistevano nell'aumentare il carico di lavoro dei servi e nel restringere ulteriormente le loro già poche libertà.
Il proprietario di un folwark, di solito, firmava un contratto con i mercanti di Danzica, che controllavano l'80% di questo commercio interno, per spedire il grano a nord verso quel porto marittimo sul mar Baltico. Furono innumerevoli fiumi e i corsi d'acqua funzionali a organizzare le spedizioni, inclusi la Vistola, il Pilica, il Bug Occidentale, il San, il Nida, il Wieprz e il Nemunas. I corsi d'acqua vantavano infrastrutture sulle rive relativamente sviluppate, con porti fluviali e capienti granai: il grosso delle spedizioni fluviali transitava verso settentrione, in quanto il trasporto nella direzione inversa si rivelava meno redditizio e chiatte e zattere venivano spesso vendute a Danzica per il legname. Hrodna divenne un sito importante dopo la formazione di una dogana ad Augustów nel 1569, che funse da punto di controllo per i mercanti che si recavano nelle terre della Corona dal Granducato.
La popolazione urbana della Confederazione era bassa rispetto all'Europa occidentale. I numeri esatti dipendono dai metodi di calcolo: secondo una prima fonte, il dato si attesterebbe a circa il 20% del totale nel XVII secolo, rispetto a circa il 50% nei Paesi Bassi e in Italia. Un'altra ricostruzione suggerisce cifre molto più basse: 4-8% di popolazione urbana in Polonia, 34-39% nei Paesi Bassi e 22-23% in Italia. La preoccupazione della Confederazione per l'agricoltura, unita alla posizione privilegiata dei nobili rispetto alla borghesia, si tradusse in un processo di urbanizzazione piuttosto lento e quindi in uno sviluppo decisamente piatto delle industrie. La nobiltà poteva altresì regolare il prezzo del grano a proprio vantaggio, acquisendo dunque ancor maggiore peso specifico. Tra le più grandi fiere tenutesi nella storia della Confederazione, figurano quelle avvenute a Lublino.
Diverse antiche rotte commerciali, tra cui la via dell'ambra, attraversavano sia la Polonia che la Lituania e già prima del 1569 esse attiravano mercanti o coloni stranieri. Innumerevoli beni e manufatti di interesse culturale continuarono a circolare da una regione all'altra attraverso la Confederazione, perché il Paese fungeva, sia pur in parte minore, da crocevia tra il Medio Oriente, l'Impero ottomano e l'Europa occidentale. Si pensi a titolo di esempio ai tappeti Isfahan, importati dalla Persia nella Confederazione ed erroneamente conosciuti come "tappeti polacchi" (in francese Polonaise) nell'Europa occidentale.

## Esercito
L'esercito nella Confederazione polacco-lituana subì delle modifiche per via della fusione degli eserciti del Regno di Polonia e del Granducato lituano, sebbene ogni federato avesse mantenuto la propria divisione. Le forze armate unite comprendevano l'esercito della Corona (armia koronna), reclutato in Polonia, e l'esercito lituano (armia litewska) nel Granducato: a capo di esse vi era l'etmano, un grado paragonabile a quello di un odierno generale supremo. I monarchi non potevano dichiarare guerra o convocare un esercito senza il consenso del Sejm o del Senato. La marina della Confederazione polacco-lituana non svolse un ruolo importante nella struttura militare dalla metà del XVII secolo in poi.
La formazione più illustre dell'esercito polacco risultava la sua cavalleria pesante del XVI e XVII secolo, rappresentata dagli ussari alati (husaria), mentre le guardie reali (Regiment Gwardii Pieszej Koronnej) erano l'élite della fanteria; il reggimento si occupava della protezione del re e della sua famiglia. Nel 1788 il Grande Sejm abbozzò delle riforme volte a ridefinire le future strutture militari; l'esercito della Corona doveva essere diviso in quattro divisioni, con diciassette reggimenti di fanteria da campo e otto brigate di cavalleria escluse le unità speciali; l'esercito lituano doveva essere suddiviso in due divisioni, otto reggimenti da campo e due brigate di cavalleria escluse le unità speciali. Se attuata, la riforma prevedeva un esercito di quasi 100 000 uomini.
Le armate di quegli Stati differivano dall'organizzazione comune in altre aree del continente; secondo Greengrass, le formazioni mercenarie (wojsko najemne), comuni nell'Europa occidentale, non riscossero mai grande popolarità in Polonia. Snyder, tuttavia, fa notare che i mercenari stranieri formavano una parte significativa delle unità di fanteria più elitarie (in particolare cosacchi), almeno fino all'inizio del XVII secolo. Nella Polonia del XVI secolo, molte altre formazioni costituivano il nucleo dell'esercito: vi era un piccolo gruppo permanente, l'obrona potoczna ("difesa continua") circa 1 500-3 000 forti, pagati dal re, e principalmente di stanza presso i difficili confini meridionali e orientali. Questo fu integrato da due formazioni mobilitate in caso di guerra: la pospolite ruszenie, espressione polacca che sta per arruolamento di massa e che indicava un meccanismo di reclutamento tipico a quello dell'adoa istituita nel Regno di Sicilia, e il wojsko zaciężne, ovvero il reclutamento dai comandanti polacchi nell'imminenza di un conflitto: al termine delle schermaglie, le formazioni mercenarie venivano sciolte, cosa che non sempre accadeva in Europa occidentale.

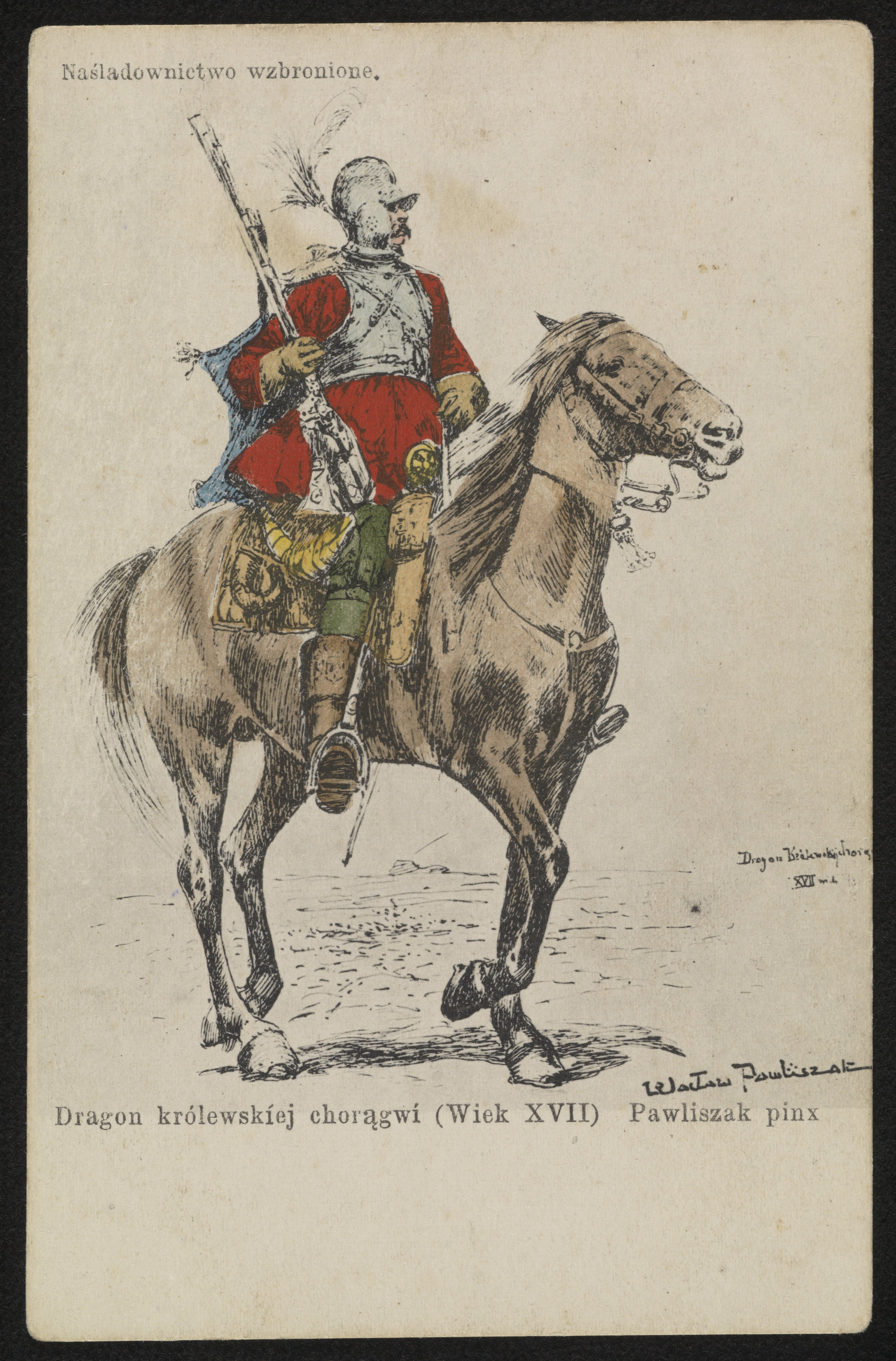
Un dragone polacco, XVII secolo

Diversi anni prima dell'Unione di Lublino, l'obrona potoczna aveva sperimentato una procedura di riforma, poiché il Sejm statuì nel 1562-1563 la creazione del wojsko kwarciane (un gruppo di unità di base che potessero essere sempre impiegate), dal nome della tassa della kwarta riscossa sui feudi per pagare le spese e mantenerla operativa. I guerrieri principali erano perlopiù membri della cavalleria leggera controllati dalla szlachta e comandate da etmani. Spesso, in tempo di guerra, il Sejm legiferava un aumento temporaneo delle dimensioni del wojsko kwarciane.
Dopo la terza spartizione, la tradizione militare polacca venne portata avanti dalle legioni polacche napoleoniche e dall'esercito del ducato di Varsavia.

## Cultura

### Scienza e letteratura

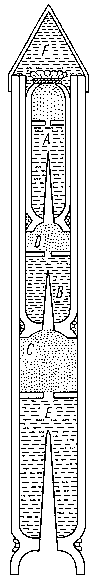
Un razzo multistadio disegnato nellArtis Magnae Artilleriae pars prima di Casimir Siemienowicz

La Confederazione si rivelò un importante centro europeo per lo sviluppo delle moderne idee sociali e politiche: era famosa per il suo raro sistema politico quasi democratico, elogiato dai filosofi, e durante la Controriforma si distinse per la singolare tolleranza religiosa, che vedeva la pacifica coesistenza di cattolici, ebrei, ortodossi, protestanti e musulmani (sufi) comunità. Nel XVIII secolo, lo storico francese cattolico Claude-Carloman de Rulhière scrisse della Polonia del XVI secolo: "Questo paese, che ai nostri giorni abbiamo percepito diviso con il pretesto della religione, è il primo stato in Europa che metta in atto la tolleranza. In questo stato, sono sorte moschee tra chiese e sinagoghe". La Confederazione permise lo sviluppo e la proliferazione della famosa setta cristiana setta dei Fratelli Polacchi, antenati degli unitariani.
Va segnalata la comparsa di alcuni politologi e giuristi, tra cui Andrzej Frycz Modrzewski (1503-1572), Wawrzyniec Grzymała Goślicki (1530-1607) e Piotr Skarga (1536-1612). In seguito, i lavori di Stanisław Staszic (1755-1826) e Hugo Kołłątaj (1750-1812) contribuirono a spianare la strada all'avveniristica Costituzione del 3 maggio 1791.

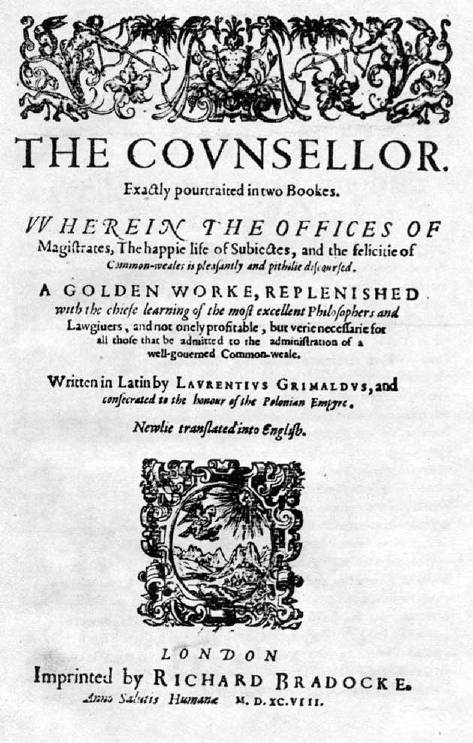
La Confederazione indicata come Polonian Empyre (Impero polacco) nel frontespizio del The Counselor di Wawrzyniec Grzymała Goślicki pubblicato in Inghilterra nel 1598

L'Università Jagellonica di Cracovia è tra le più antiche del mondo e la seconda apparsa in Europa centrale per fondazione dopo Praga (risale al 1364), insieme all'Accademia dei Gesuiti di Wilno (del 1579) figuravano tra i maggiori centri accademici e scientifici della Confederazione. Il Komisja Edukacji Narodowej, espressione polacca che sta Commissione per l'Educazione Nazionale, formata nel 1773, fu il primo Ministero dell'Istruzione nazionale al mondo. Tra gli scienziati si possono poi menzionare: Martin Kromer (1512-1589), storico e cartografo; Michael Sendivogius (1566-1636), alchimista e chimico; Jan Brożek (latinizzato in Ioannes Broscius) (1585-1652), artista poliedrico concentratosi perlopiù su matematica, medicina e astronomia; Krzysztof Arciszewski (in portoghese Crestofle d'Artischau Arciszewski) (1592-1656), ingegnere, etnografo, generale e ammiraglio dell'esercito della Compagnia olandese delle Indie occidentali nella guerra con l'Impero spagnolo per il controllo del Brasile; Kazimierz Siemienowicz (1600-1651), ingegnere militare, specialista di artiglieria e ideatore del missile; Johannes Hevelius (1611-1687), astronomo e grande appassionato della topografia lunare; Michał Boym (1612-1659), orientalista, cartografo, naturalista e diplomatico al servizio della dinastia Ming; Adam Adamandy Kochański (1631-1700), matematico e ingegnere; Ba'al Shem Tov (in ebraico ישראל בן אליעזר‎?, Yiśrā'ēl ben Ĕlī‛ezer) (1698-1760), considerato il fondatore del giudaismo chassidico; Marcin Odlanicki Poczobutt (1728-1810), astronomo e matematico; Jan Krzysztof Kluk (1739-1796), naturalista, agronomo ed entomologo; John Jonston (1603-1675) studioso e medico, discendeva dalla nobiltà scozzese. Nel 1628 l'insegnante, scienziato, educatore e scrittore ceco Giovanni Comenio si rifugiò nella Confederazione quando i protestanti furono perseguitati dalla Controriforma.
Le opere di molti autori della Confederazione sono considerate dei classici, comprese quelle di Jan Kochanowski, Wacław Potocki, Ignacy Krasicki e Julian Niemcewicz. Molti membri della szlachta realizzarono scritti e diari personali, di cui tra le opere più famose, rientrano le Memorie di storia polacca di Albrycht Radziwiłł (1595-1656) e le Memorie di Jan Chryzostom Pasek (1636-1701 circa). Jakub Sobieski (1590-1646, padre di Giovanni III Sobieski) si occupò della stesura di altri diari degni di nota. Durante la campagna di Chocim, nel 1621 realizzò un diario chiamato Commentariorum chotinensis belli libri tres (Diario della guerra di Chocim), pubblicato nel 1646 a Danzica. Questo servì come spunto per il poema di Wacław Potocki intitolato Transakcja wojny chocimskiej (L'andamento della guerra di Chocim). Si occupò infine delle istruzioni per il viaggio dei suoi figli a Cracovia (1640) e in Francia (1645), circostanza che fornisce un buon esempio dell'educazione liberale dell'epoca.

### Arte e musica

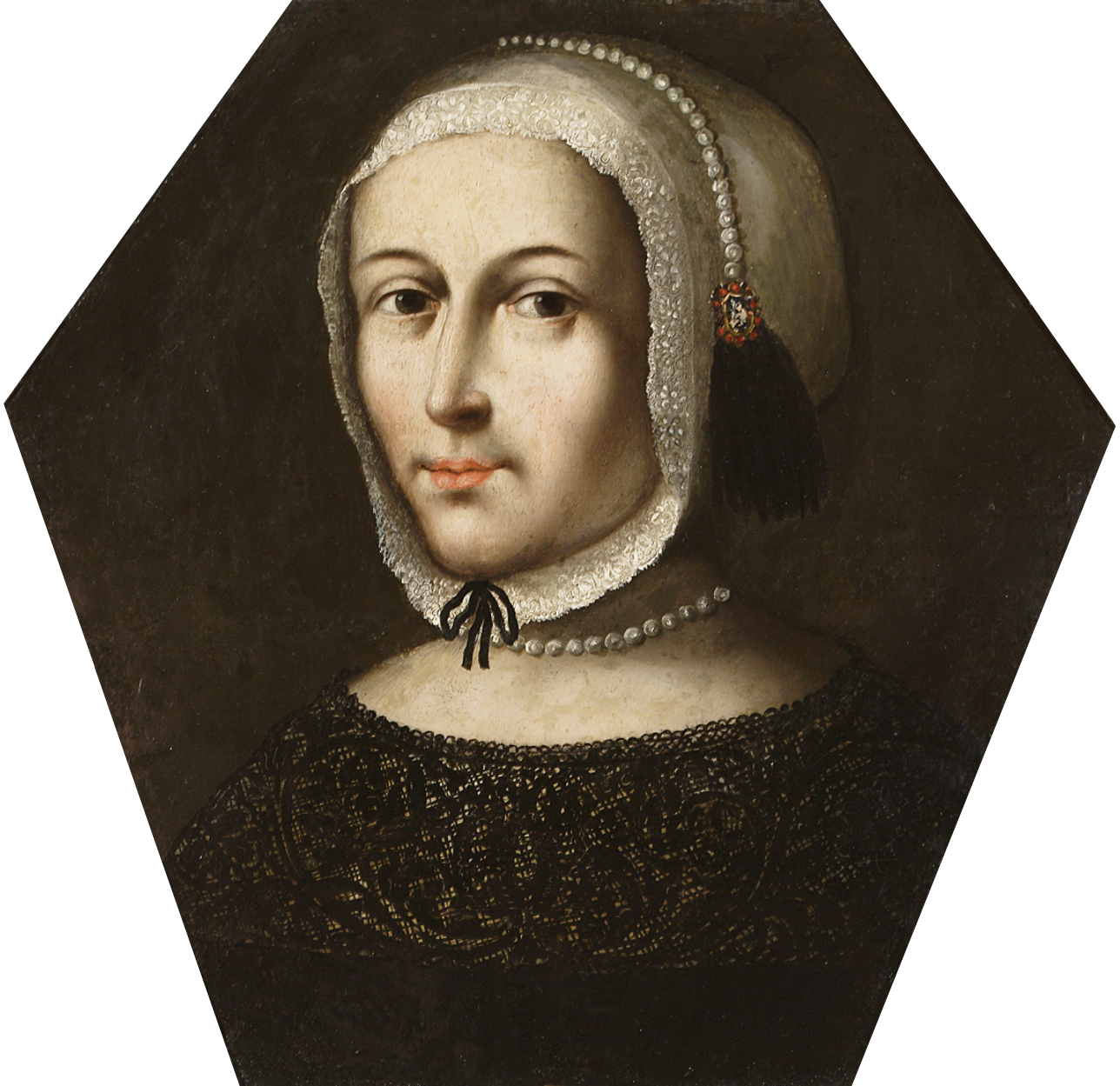
Un esempio di ritratto su bara risalente alla metà del XVII secolo

L'arte e la musica della Confederazione seguirono in gran parte modellate dalle tendenze europee prevalenti, sebbene anche le minoranze del Paese, gli stranieri e le culture popolari autoctone abbiano contribuito alla sua natura versatile. Una forma d'arte comune intrecciatasi con il sarmatismo riguarda i ritratti su bara (Portrety trumienne), utilizzati in funerali e altre cerimonie solenni. Di regola, tali ritratti erano inchiodati su lamiera, di forma a sei o otto lati, fissati alla parte anteriore di una bara posta su un alto catafalco ornato: si trattava di una caratteristica unica e precipua dell'alta cultura della Confederazione, non presente altrove in Europa (una tradizione simile era praticata solo nell'Egitto romano). Monarchi e nobili polacchi spesso invitavano e incentivavano l'insediamento di pittori e artigiani stranieri, in particolare dai Paesi Bassi, oltre che dalle Fiandre, dalla Germania e dall'Italia. Gli interni delle residenze, dei palazzi e dei manieri delle classi alte erano adornati da arazzi a muro (arazzi o tappezzerie) importati dall'Europa occidentale; la collezione più rinomata è composta dagli arazzi degli Jagelloni esposti al castello del Wawel a Cracovia.
I legami economici, culturali e politici tra la Francia e la Polonia-Lituania hanno dato origine al termine à la polonaise, che significa "in stile polacco". Con il matrimonio di Maria Leszczyńska con Luigi XV di Francia nel 1725, la cultura polacca iniziò a presentarsi anche nel Palazzo di Versailles; i letti alla polacca (lit à la polonaise) drappeggiati con baldacchini divennero un elemento centrale del mobilio di Luigi XV nei castelli francesi. I già diffusi motivi floreali, così come la moda polacca, acquisirono ulteriore popolarità negli abiti alla polonaise (robe à la polonaise) indossati dagli aristocratici a Versailles.
Le culture religiose della Polonia-Lituania coesistettero e si miscelarono a vicenda per l'intera storia della Confederazione: malgrado alcuni gruppi preservarono con grande gelosia e senso di appartenenza le proprie tradizioni (è il caso degli ebrei, differentemente da quanto accadde in Germania dove in nulla si distinguevano dai tedeschi), prestiti e calchi divennero comuni nelle chiese cattoliche presenti in regioni perlopiù abitate da protestanti, i cui edifici religiosi di questi ultimi si presentavano più sobri nell'arredamento. L'influenza reciproca si riflesse inoltre nella grande popolarità delle icone bizantine e che ricalcavano la figura della Vergine Maria nei territori prevalentemente latini della Polonia (si pensi soprattutto alla Vergine nera di Częstochowa) e della Lituania odierna (Nostra Signora della Porta dell'Aurora). D'altro canto, si rintraccia anche talvolta l'influsso latino nell'arte ortodossa e protestante rutena.
La musica assunse sempre un ruolo di spessore nella cultura locale: per questo motivo, molti nobili fondarono cori di chiese e scuole e impiegarono i propri gruppi di musicisti. Alcuni, come Stanisław Lubomirski, costruirono i propri teatri d'opera (a Nowy Wiśnicz, nel sud della Polonia). Altri, come Janusz Skumin Tyszkiewicz e Krzysztof Radziwiłł, acquisirono una discreta fama perché mecenati degli artisti che si esibivano nelle loro orchestre permanentemente riunite, nello specifico presso le loro corti a Vilnius. Le attività musicali fiorirono ulteriormente sotto il Casato di Vasa, permettendo a compositori sia stranieri che nazionali di essere attivi in varie città. Sigismondo III portò spesso compositori e direttori d'orchestra italiani come Luca Marenzio, Annibale Stabile, Asprilio Pacelli, Marco Scacchi e Diomede Catone per l'orchestra reale. Anche musicisti autoctoni di spessore suonarono e composero per la corte del sovrano, tra cui Bartłomiej Pękiel, Jacek Różycki, Adam Jarzębski, Marcin Mielczewski, Stanisław Sylwester Szarzyński, Damian Stachowicz, Mikołaj Zieleński e Grzegorz Gorczycki.

### Architettura

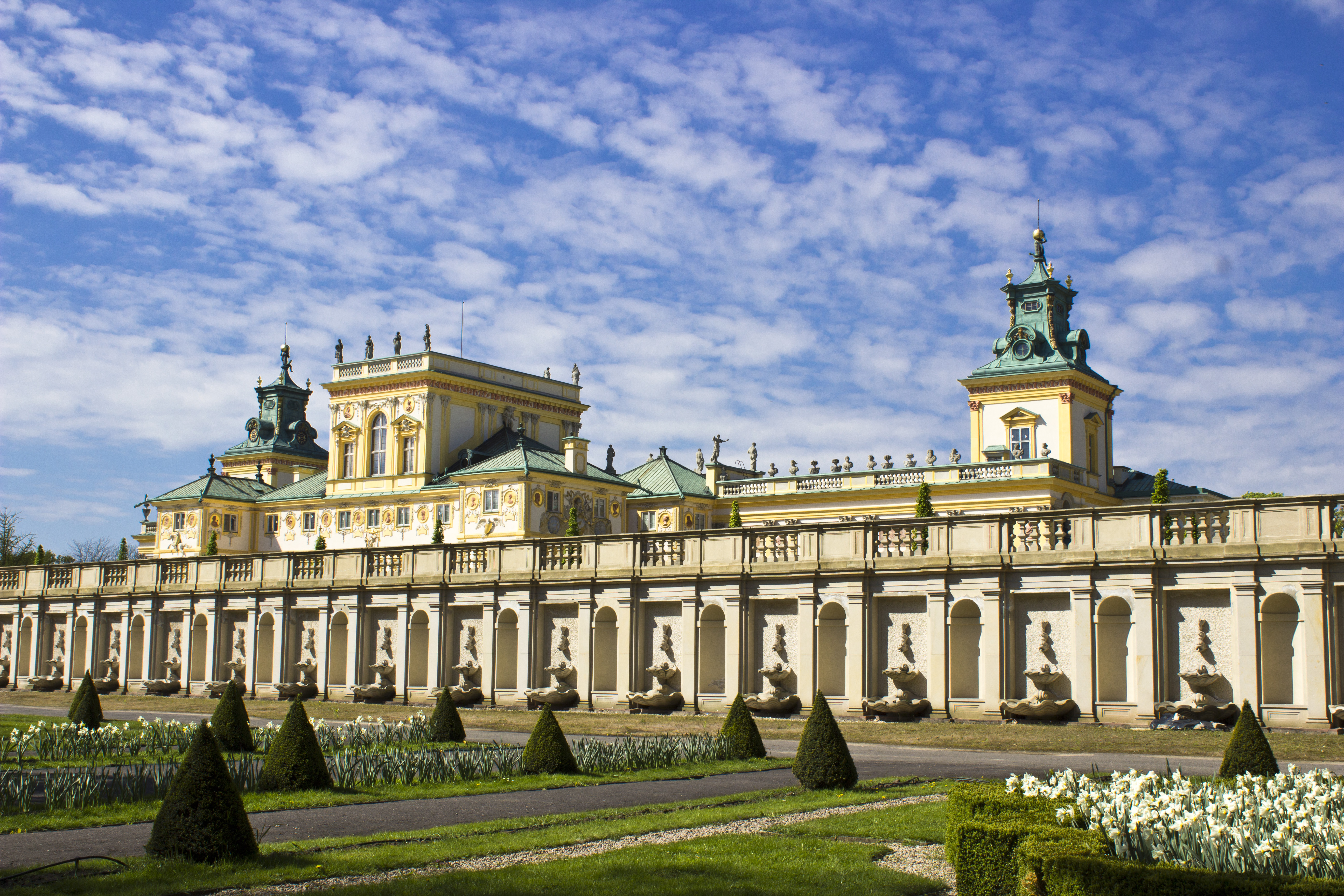
Il palazzo di Wilanów, completato nel 1696, intendeva mostrare l'opulenza delle residenze reali e nobili nella Confederazione

L'architettura delle città locali rifletteva una combinazione di tendenze polacche, tedesche e italiane. Il manierismo italiano o il tardo rinascimento ebbero un profondo impatto sull'architettura tradizionale borghese ben visibile anche oggi: castelli e tenute presentavano cortili centrali all'italiana composti da logge ad arco, colonnati, erker, balconi, portali e balaustre ornamentali. Anche gli affreschi sul soffitto, gli sgraffiti, i plafond e i cassettoni (in polacco kaseton) erano assai diffusi. I tetti presentavano generalmente tegole di terracotta, ma la caratteristica più distinguibile del manierismo polacco era legata agli attici decorativi situati sopra il cornicione della facciata. Le città della Polonia settentrionale, della Lituania e della Livonia adottarono lo stile anseatico (o "olandese") come forma principale di espressione architettonica e scultorea, paragonabile a quella dei Paesi Bassi, del Belgio, della Germania settentrionale e della Scandinavia.

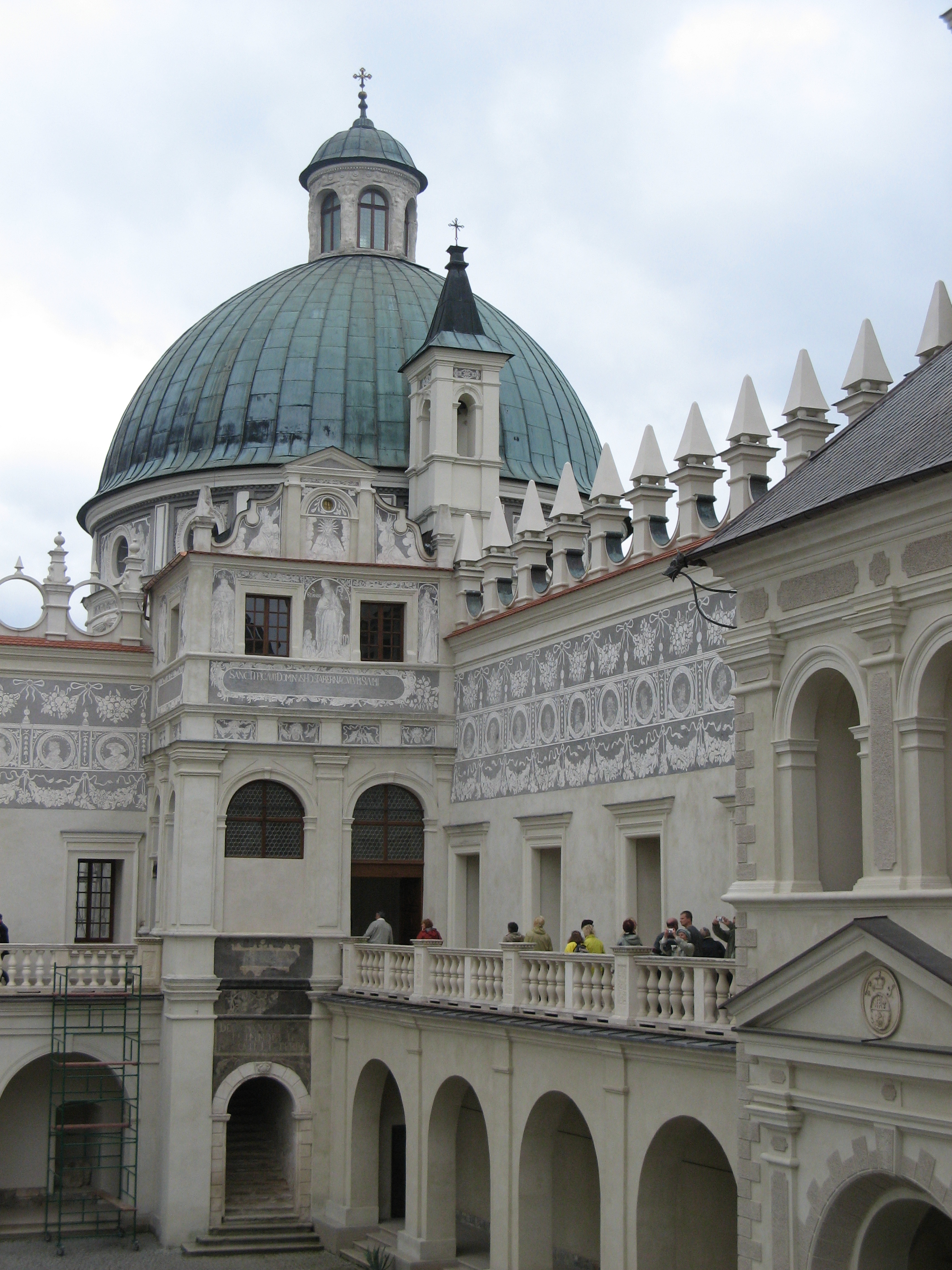
L'influenza degli stili italiani è evidente nell'architettura polacca. Caratteristica distintiva sono gli attici e i pinnacoli aguzzi lungo il cornicione

I primi esempi di architettura barocca riguardano diverse chiese gesuite e cattoliche, in particolare la chiesa dei Santi Pietro e Paolo a Cracovia, la chiesa del Corpus Domini a Njasviž, la cattedrale di Lublino e il santuario tutelato dall'UNESCO a Kalwaria Zebrzydowska. Ulteriori esempi di barocco decorativo e rococò includono Sant'Anna a Cracovia e la Collegiata Fara a Poznań. L'uso del marmo nero all'interno, un altro tratto distintivo dei canoni di costruzione dell'epoca, divenuto popolare dopo la metà del XVII secolo, emerse anche in altari, fontane, portali, balaustre, colonne, monumenti, lapidi, mausolei e intere stanze (è il caso della sala dei marmi del Castello Reale di Varsavia, della cappella di San Casimiro della Cattedrale di Vilnius e della cappella Vasa della Cattedrale del Wawel).
I magnati intrapresero spesso progetti di costruzione a mo' di monumenti per auto-celebrarsi; chiese, cattedrali, monasteri e palazzi come l'attuale Palazzo presidenziale a Varsavia e il castello di Pidhirci furono costruiti per ordine del grande etmano Stanisław Koniecpolski. I progetti maggiori coinvolsero intere città, generalmente battezzate in onore del mecenate, anche se nel tempo alcuni di essi non andarono in porto per via degli eccessivi costi o furono abbandonati. Tra gli esempi più memorabili rientra Zamość, fondata da Jan Zamoyski e progettata dall'architetto italiano Bernardo Morando sullo schema della città ideale. I magnati di tutta la Polonia gareggiavano con i re al fine di mettersi in mostra: ne è una dimostrazione il monumentale castello Krzyżtopór, costruito seguendo i canoni del palazzo in fortezza tra il 1627 e il 1644, aveva diversi cortili circondati da fortificazioni, allo stesso modo dei complessi fortificati simili di Łańcut e Krasiczyn.
Il fascino per la cultura e l'arte dell'Oriente nel periodo tardo barocco si riflette nel palazzo cinese della regina Maria Casimira a Zoločiv (Złoczów). I palazzi dei magnati del XVIII secolo rappresentano il tipo caratteristico di residenza suburbana barocca costruita con una corte d'onore e un giardino. Questo stile, che fonde l'arte europea con le antiche tradizioni edilizie della Confederazione, è visibile nel palazzo di Wilanów a Varsavia, nel palazzo di Branicki a Białystok, nel palazzo Potocki a Radzyń Podlaski, nel palazzo di Raczyński a Rogalin, nel palazzo di Nieborów e Kozłówka vicino a Lubartów. La nobiltà minore risiedeva in case padronali di campagna conosciute come dworek. Il neoclassicismo rimpiazzò il barocco nella seconda metà del XVIII secolo: l'ultimo sovrano della Polonia-Lituania, Stanislao II Augusto, ammirava in maniera particolare l'architettura classica dell'antica Roma e la esaltava a simbolo dell'Illuminismo polacco. Il palazzo sull'isola (situato in un parco dell'odierna capitale) e l'esterno della chiesa di Sant'Anna a Varsavia rientrano nell'eredità neoclassica trasmessaci dalla Confederazione.

### La szlachta e il sarmatismo
L'ideologia prevalente della szlachta si può riassumere in un solo termine con sarmatismo, un sostantivo derivante dal nome dei Sarmati, presunti antenati dei polacchi. Questo sistema di credenze ricoprì una parte importante della cultura szlachta, penetrando in tutti gli aspetti della vita degli aristocratici. Il sarmatismo esaltava valori quali l'uguaglianza tra i nobili, la nobile arte dell'equitazione, le tradizioni nazionali, la vita bucolica da godersi nelle tenute, la pace e il pacifismo; inoltre, si diffusero anche in tema di moda alcuni indumenti che contraddistinguevano chiaramente i nobili polacchi da quelli di altre nazioni. In tale fase storica comparvero infatti lo zupan, il kontusz, il sukmana, il pas kontuszowy, la delia e la szabla. Si incentivava pure la proliferazione dell'architettura barocca in patria e si promuoveva l'utilizzo del latino come idioma da adoperare nei circoli letterari e tra i membri dell'élite polacca, lituana e straniera: un simile clima favorì l'integrazione di una nobiltà proveniente da diverse regioni geografiche e generò un senso di unità e di orgoglio quasi nazionalistico nel corso della libertà dorata, oltre che portare avanti il processo di polonizzazione di alcuni aristocratici baltici.
Nella sua prima forma idealistica, il sarmatismo rappresentava un movimento culturale positivo, in quanto non reprimeva le fedi religiose diverse dal cattolicesimo e lodava valori quali l'onestà, l'orgoglio nazionale, il coraggio, l'uguaglianza e la libertà. Col tempo, tuttavia, questo concetto subì una distorsione e negli ultimi decenni di esistenza della Confederazione l'insieme di credenze si trasformò in fanatismo: l'onestà si trasformò in ingenuità politica, l'orgoglio in arroganza, il coraggio in testardaggine e la libertà in anarchia. Le colpe del sarmatismo furono accusate della fine del Paese dalla fine del XVIII secolo in poi. La critica, spesso unilaterale ed esagerata, fu usata dai riformisti polacchi per spingere a cambiamenti radicali. Nel momento in cui si diffuse questa ventata di autocritiche, gli storici tedeschi, russi e austriaci si affrettarono a dimostrare che la Polonia stessa fu la principale causa della sua caduta.

### Demografia

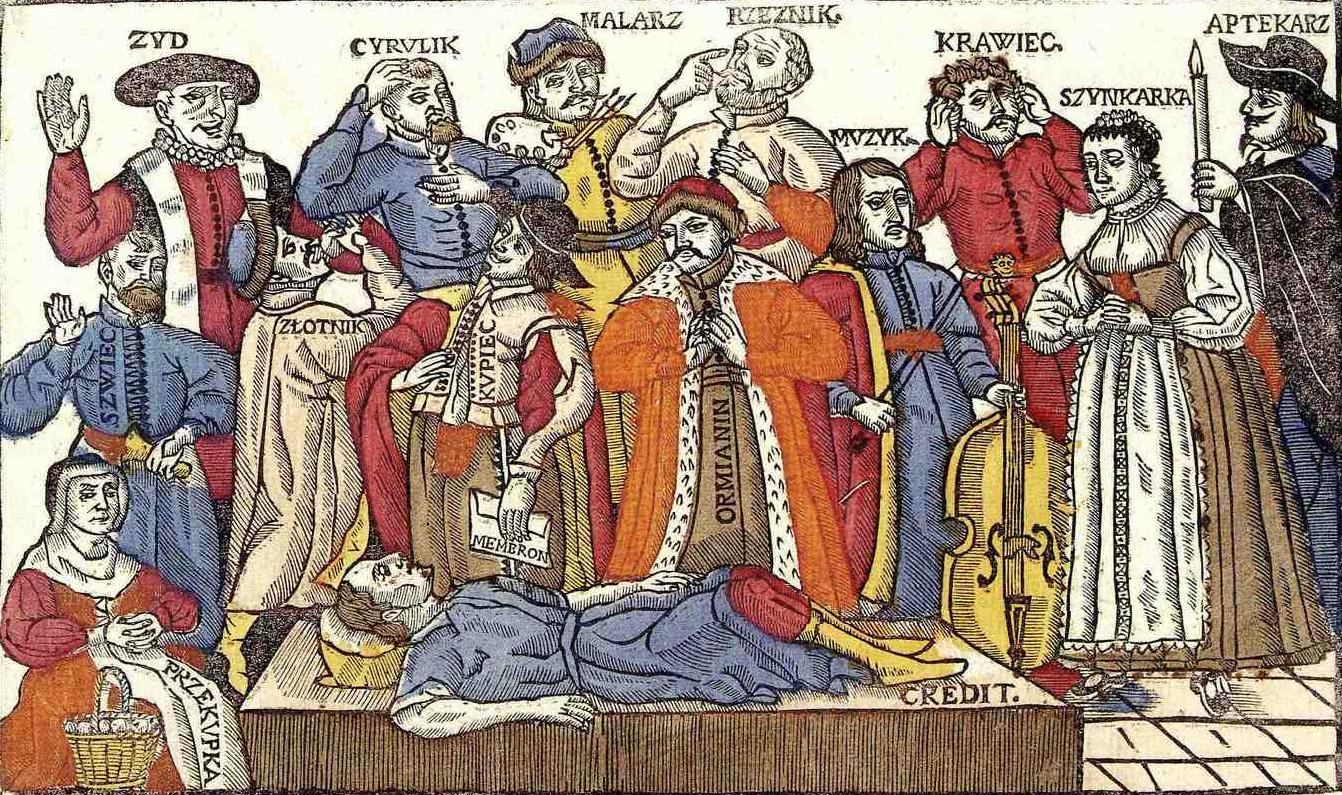
Alcuni dei ceti sociali nella società della Confederazione nel 1655. Da sinistra: l'ebreo, il barbiere, il pittore, il macellaio, il musicista, il sarto, l'oste, farmacista, il calzolaio, l'orafo, il commerciante e l'armeno

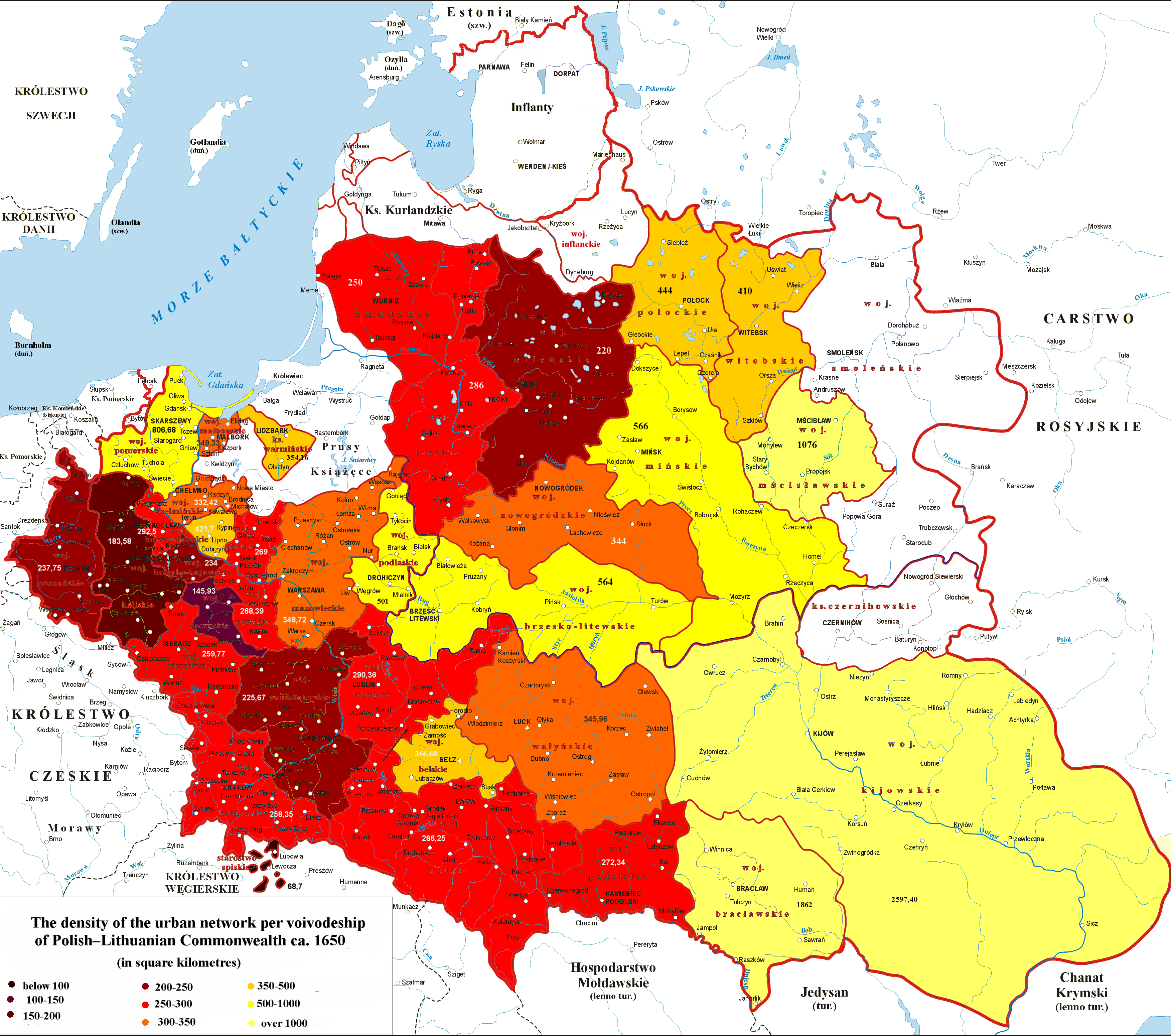
Densità della rete urbana per ogni voivodato (provincia) nel 1650

La Confederazione polacco-lituana si distinse per il suo immenso multiculturalismo per tutta la durata della sua esistenza, comprendendo infatti innumerevoli identità religiose e minoranze etniche che abitavano il vasto territorio del Paese. Il numero preciso dei gruppi minoritari e delle loro popolazioni può tuttavia essere solo ipotizzato. Statisticamente, i gruppi più consistenti erano formati da polacchi, lituani, tedeschi, ruteni ed ebrei, a cui si univa un numero considerevole di minoranze composte da cechi, ungheresi, livoni, rom, valacchi, armeni, italiani, scozzesi e olandesi (Olędrzy), classificati come mercanti, coloni o rifugiati in fuga dalla persecuzione religiosa.
Prima di avvicinarsi definitivamente alla Lituania, il Regno di Polonia era molto più omogeneo; circa il 70% della popolazione era polacca e cattolica. Dopo l'Unione di Lublino, il numero di polacchi rispetto alla popolazione totale scese al 50%. Nel 1569 la popolazione ammontava a 7 milioni, di cui circa 4,5 erano polacchi, 750 000 lituani, 700 000 ebrei e 2 milioni ruteni. Lo storico Kazimierz Bem suggerisce che con l'espansione territoriale dopo la pace di Deulino nel 1618 e i decenni tutto sommato tranquilli vissuti da lì al 1650, si toccarono gli 11 000 000 di abitanti, di cui i polacchi costituivano solo il 40%. A quel tempo la nobiltà rappresentava il 10% dell'intera popolazione e i borghesi circa il 15%. La densità media di popolazione per chilometro quadrato era pari a 24 abitanti nella Masovia, 23 nella Piccola Polonia, 19 nella Grande Polonia, 12 nel Palatinato di Lublino, 10 nell'area di Leopoli, 7 in Podolia e Volinia e 3 nel Voivodato di Kiev. Si verificò a un certo punto una tendenza delle persone dai territori occidentali più densamente popolati a migrare verso est.
Un improvviso cambiamento nella demografia del Paese si verificò a metà del XVII secolo. La seconda guerra del nord e il diluvio, seguiti dalla carestia nel periodo dal 1648 al 1657, causarono almeno 4 milioni di morti e, considerando le ulteriori perdite territoriali, si comprende come mai nel 1717 la popolazione fosse scesa a 9 milioni. La popolazione si riprese lentamente per tutto il XVIII secolo; poco in anticipo rispetto alla prima spartizione della Polonia nel 1772, la popolazione della Confederazione si attestava a circa 12 milioni di abitanti, di cui quasi due terzi viveva nel Granducato di Lituania. Nel 1792 la popolazione della Polonia era di circa 11 milioni e comprendeva 750 000 nobili.
La città più multiculturale e in crescita a livello economico del Paese rimase Danzica, un porto marittimo anseatico fondamentale sul Baltico e facente capo alla regione più ricca della Polonia, senza oltretutto essere nemmeno troppo lontana dalla Lituania. Danzica vedeva la presenza di una folta maggioranza tedesca per vari secoli (anche successivi alla dissoluzione della Confederazione) e inoltre ospitava un gran numero di mercanti stranieri, in particolare di origini scozzesi, olandesi o scandinave. Storicamente, il Granducato di Lituania era più diversificato del Regno di Polonia e veniva considerato un crogiolo di varie culture e religioni. Tra l'altro, gli abitanti del Granducato erano noti collettivamente come Litvin indipendentemente dalla loro nazionalità, con l'eccezione degli ebrei residenti in Lituania, chiamati litvak.
Nonostante la tolleranza religiosa garantita, la graduale polonizzazione e la controriforma cercarono di ridurre la diversità interna; l'obiettivo era quello di sradicare alcune minoranze imponendo la lingua polacca, il latino, la cultura polacca e la religione cattolica romana, ove possibile. Entro la fine del XVIII secolo, l'idioma, la cultura e l'identità lituana divennero vulnerabili.

### Religione
La Confederazione di Varsavia, firmata il 28 gennaio 1573, assicurava i diritti delle minoranze e delle religioni; essa permetteva infatti a tutti i sudditi di venerare qualsivoglia divinità, sebbene la tolleranza religiosa non seguì un andamento costante. Come sottolineato da Norman Davies, "la formulazione e la sostanza della dichiarazione della Confederazione di Varsavia assunse un ruolo straordinarie rispetto alle condizioni prevalenti altrove in Europa; inoltre, su di essa si ressero i principi della vita religiosa nella Repubblica per oltre duecento anni".
Considerate le persecuzioni variamente in corso in altre nazioni, molti esponenti delle sette religiose più radicali si rifugiarono nella Confederazione polacco-lituana. Nel 1561 Giovanni Bernardino Bonifacio d'Oria, un religioso esule residente in Polonia, scrisse delle virtù del suo Paese di adozione a un collega tornato in Italia: "Potresti vivere qui secondo le tue idee e preferenze, godendo inoltre delle maggiori libertà, compresa la scrittura e la pubblicazione. Nessuno ti reprimerà per questo". Altri, in particolare i gesuiti e legati papali, si dimostrarono più scettici in merito alla politica religiosa riservata dalla Confederazione.
(Cardinale Stanislao Osio, legato pontificio in Polonia?)

Atto originale della Confederazione di Varsavia nel 1573, il primo in cui si sanciva libertà religiosa in Europa

Nelle regioni più marginali della Confederazione, mentre la nobiltà era in genere cattolica, i ceti più umili, specie nelle odierne Ucraina e Bielorussia aderivano all'ortodossia o alle chiese cattoliche di rito orientale. Sempre in riferimento a tale area geografica, poiché spesso gli aristocratici vantavano solo antenati polacchi veri e propri, iniziò a diffondersi dal XVI secolo un'espressione specifica con cui si designava tale categoria: "gente Ruthenus, natione Polonus" (ruteno di sangue, polacco di nazionalità).
In un quadro socio-demografico siffatto, si intuisce come l'aristocrazia polacca o polonizzata dominasse su una popolazione perlopiù rurale che non abbracciava il cattolicesimo né era etnicamente polacca. I decenni di pace ingenerarono una politica volta a colonizzare la scarsamente abitata Ucraina occidentale e centrale, cosa che acuì le tensioni tra nobili, ebrei, cosacchi (tradizionalmente ortodossi), contadini polacchi e ruteni. Questi ultimi, privati dei loro protettori nativi che costituivano la nobiltà rutena, si rivolsero in cerca di aiuto ai cosacchi, i quali furono tra i responsabili della rottura della Confederazione. Le tensioni furono aggravate sia per via dello scarso interesse di Varsavia a risolvere definitivamente la situazione sia per via dei conflitti tra ortodossi e cattolici sorti in seguito all'Unione di Brest, che finì per discriminare i primi. Nell'ovest e nel nord, molte città avevano considerevoli minoranze tedesche, spesso legate al luteranesimo o al calvinismo. La Confederazione ospitava anche una delle più nutrite comunità ebraiche del mondo: verso la metà del XVI secolo l'80% degli ebrei del mondo viveva in Polonia e Lituania.
Con l'avvento della Riforma, i nobili aderirono presto al luteranesimo, desiderosi com'erano di porre un argine ai poteri di cui disponeva il clero cattolico. Fu dopo la Controriforma, quando la Chiesa cattolica riprese il potere in Polonia, che la szlachta ritornò quasi tutta ad abbracciare il vecchio credo.
A seguito della dissoluzione della Confederazione, il legame al cattolicesimo in Polonia e Lituania si dimostrò precipuo nel XIX secolo per conformare un'identità nazionale, considerati i contrasti che sorsero con gli ortodossi russi.

### Lingue

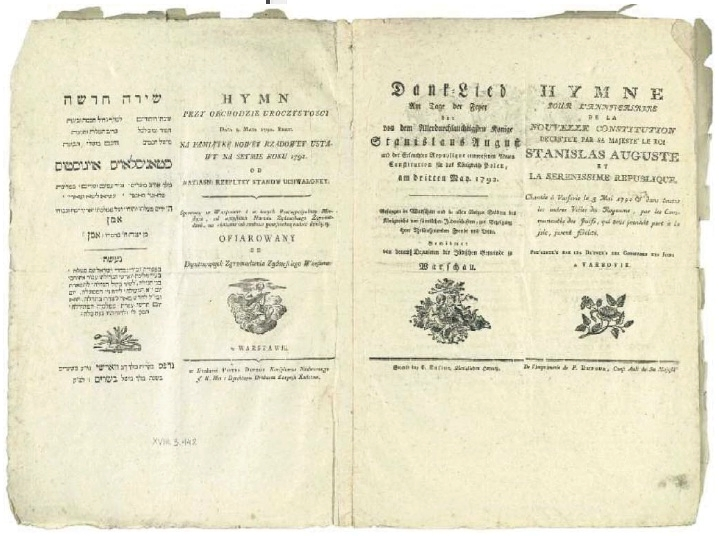
Primo inno dell'anniversario della Costituzione del 3 maggio 1791 (1792) in ebraico, polacco, tedesco e francese

- Polacco - ufficialmente riconosciuto;[162] lingua dominante, usata dalla maggior parte della nobiltà della Confederazione[163][164] e dai contadini nella provincia della Corona; lingua ufficiale nella cancelleria della Corona e dal 1697 nella cancelleria del Granducato.[162][165][166] Lingua dominante nelle città.[162]
- Latino - in disuso, pur essendo ufficialmente riconosciuto;[167] comunemente usato nelle relazioni estere e popolare come seconda lingua tra alcuni nobili.[165][168]
- Francese - non ufficialmente riconosciuto; rimpiazzò il latino presso la corte reale di Varsavia all'inizio del XVIII secolo come idioma utilizzato nelle relazioni estere.[169] Era comunemente usata come lingua della scienza e della letteratura e come seconda lingua tra alcuni nobili.[170]

- Ruteno - noto anche come slavo della cancelleria.[165] Fu la lingua ufficiale nella cancelleria del Granducato fino al 1697 (quando venne sostituito dal polacco) e nei voivodati di Bracław, Czernihów, Kiev e Volinia fino al 1673;[171] usato in alcune relazioni estere.[165][167][172] I suoi dialetti (precursori del bielorusso e ucraino moderno) erano ampiamente usati nel Granducato e nelle parti orientali della Corona come lingua parlata.[166]
- Lituano - non ufficialmente riconosciuto,[164] ma utilizzato in alcuni documenti ufficiali nel Granducato[173] e, principalmente, usato come lingua parlata nella parte più settentrionale del paese (in Lituania propria)[174] e la parte settentrionale della Prussia ducale (al tempo feudo polacco).
- Tedesco - in disuso, utilizzato in alcune relazioni estere,[165] nel Ducato di Prussia e da minoranze nelle città soprattutto nella Prussia reale.[166][175]
- Ebraico - essendo assai numerose le comunità ebraiche localizzate in Polonia e Lituania, sia questo idioma che l'aramaico risultavano abbastanza diffusi anche in ambito accademico e legale. Non era tuttavia ufficiale;[176]
- Yiddish: non ufficialmente riconosciuto,[177] utilizzato dagli ebrei nella loro vita quotidiana;[166]
- Italiano - non ufficialmente riconosciuto e utilizzato in alcune relazioni estere e dalle minoranze italiane nelle città.[178]
- Armeno - in disuso, utilizzato dalla minoranza armena.[179]
- Arabo - non ufficialmente riconosciuto; usato in alcune relazioni estere[180] e dai tartari nelle loro questioni religiose, i quali scrivevano anche in ruteno oltre che in arabo.[181]

## Lascito
Il Ducato di Varsavia, fondato nel 1807 da Napoleone Bonaparte, traeva origine di certo in parte dalla Confederazione. Altri movimenti di rinascita apparvero durante la rivolta di novembre (1830-1831), la rivolta di gennaio (1863-1864) e negli anni 1920, con il tentativo fallito di Józef Piłsudski di creare una federazione Intermarium (Międzymorze) a guida polacca che, secondo le idee del generale, avrebbe dovuto estendersi dalla Finlandia a nord ai Balcani a sud. La contemporanea Repubblica di Polonia si considera un successore della Confederazione; la Repubblica di Lituania, ristabilita alla fine della prima guerra mondiale, percepì la partecipazione dello Stato lituano nell'antica Confederazione, in virtù del fatto che affrontò un processo di polonizzazione e quasi di denigrazione dei lituani e dei polacchi, anche se ultimamente si sta procedendo a una rivisitazione storiografica di quel periodo storico.

## Suddivisioni amministrative
Corona del Regno di Polonia
     Granducato di Lituania
     Ducato di Prussia, feudo polacco
     Ducato di Livonia
     Ducato di Curlandia e Semigallia, feudo confederato

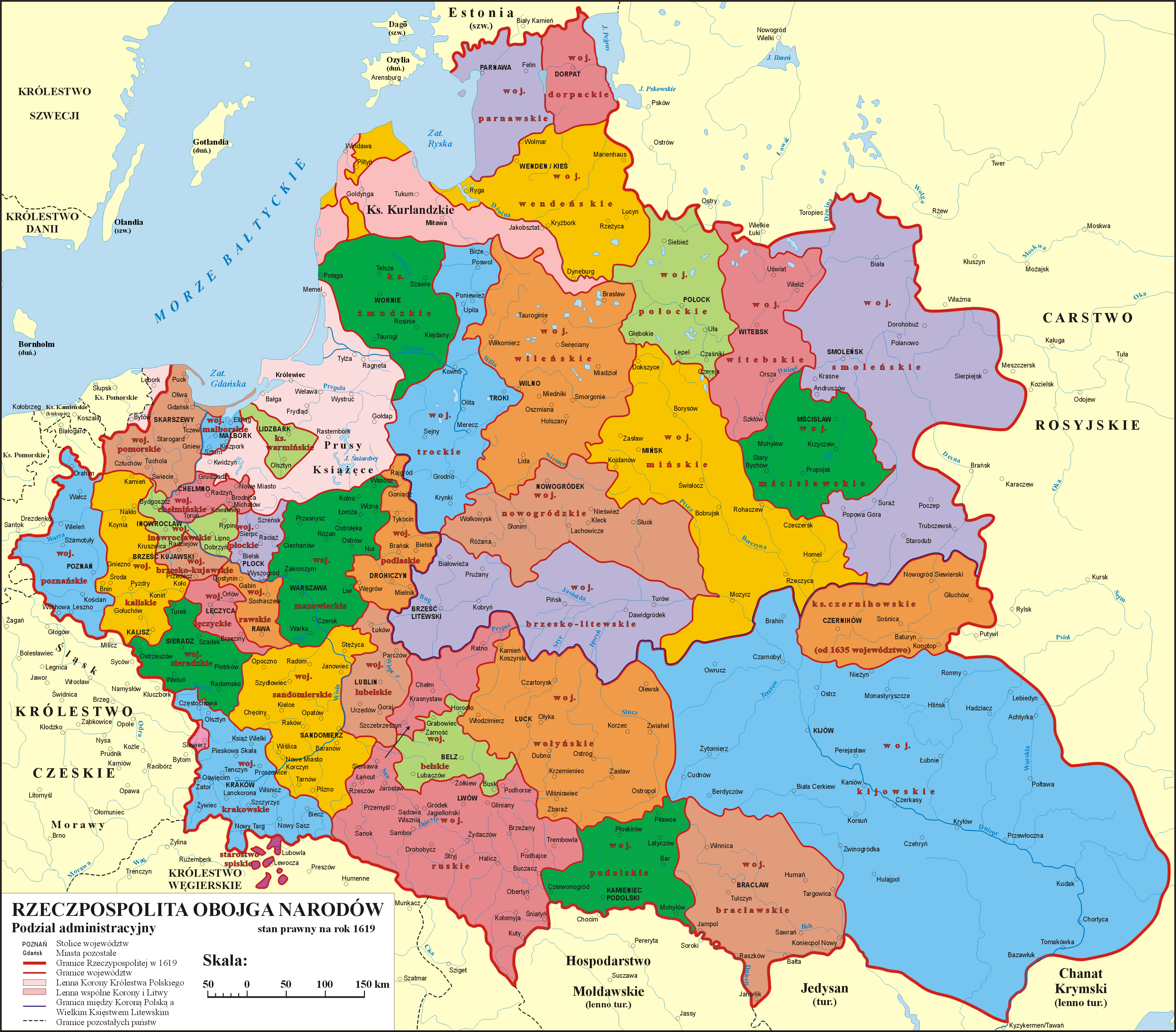
Mappa che mostra i voivodati della Confederazione delle Due Nazioni

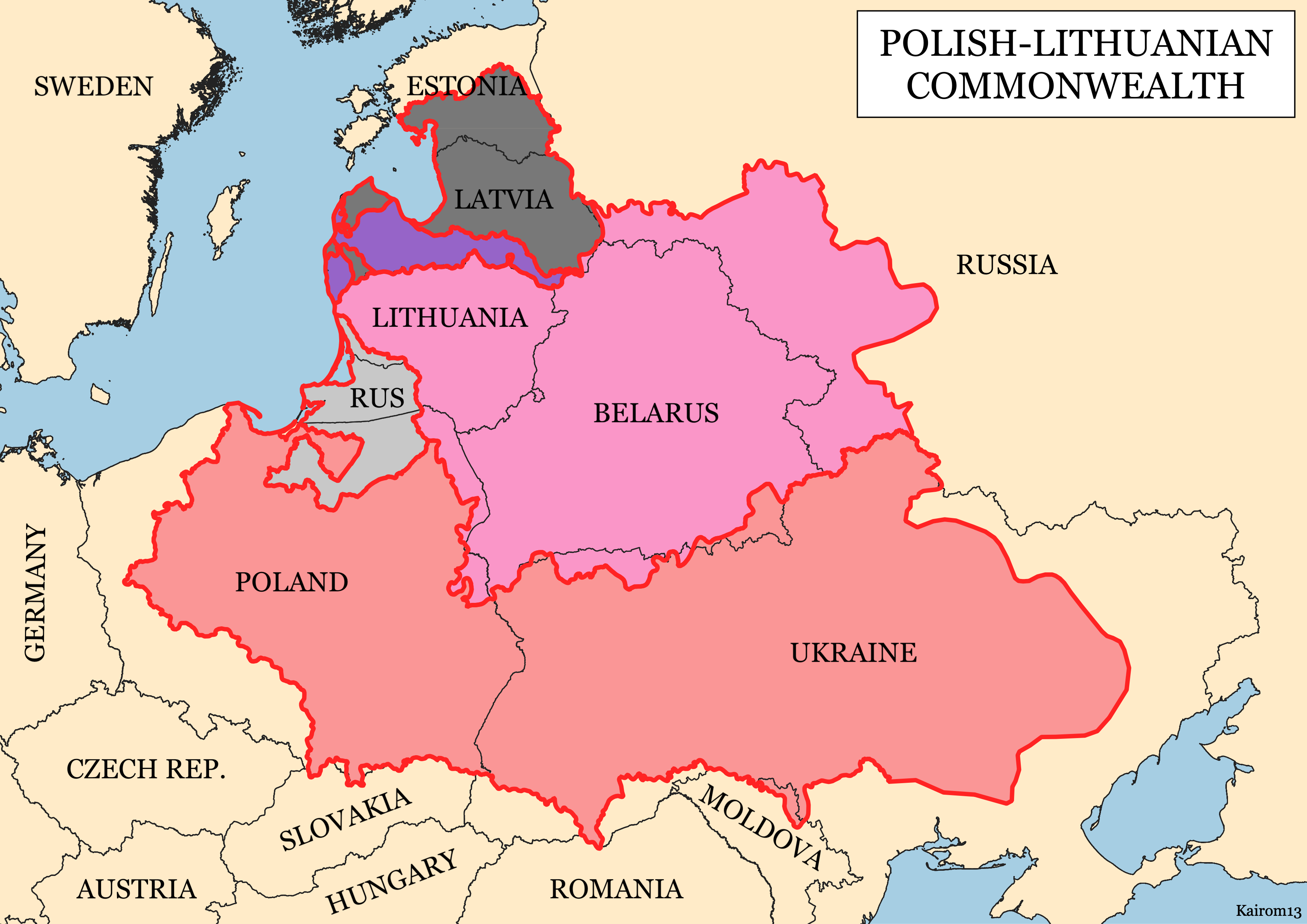
Mappa che mostra la Confederazione polacco-lituana nelle sue suddivisioni dopo la pace di Deulino del 1618, sovrimposta agli attuali confini nazionali:
Corona del Regno di Polonia
Granducato di Lituania
Ducato di Prussia, feudo polacco
Ducato di Livonia
Ducato di Curlandia e Semigallia, feudo confederato

Mentre il termine "Polonia" veniva comunemente impiegato per denotare anche l'intero sistema politico, la Polonia costituiva in realtà solo una parte di un insieme più grande, la Confederazione appunto, la quale comprendeva innanzitutto:
- La Corona del Regno di Polonia (Polonia propriamente detta), colloquialmente "la Corona";
- Il Granducato di Lituania, colloquialmente "Lituania".

La nazione era ulteriormente suddivisa in unità amministrative minori note come voivodati (województwa), governati da un voivoda (wojewoda, governatore). I voivodati si suddividevano ancora in starostwa, a cui capo si collocava uno starosta. Le città erano governate dai castellani, benché vi fossero delle frequenti eccezioni a queste regole, che spesso coinvolgevano la subunità detta ziemia.
Le terre che un tempo appartenevano alla Confederazione sono oggi in gran parte distribuite tra diversi Paesi dell'Europa centrale e orientale: Polonia, Ucraina, Moldavia (Transnistria), Bielorussia, Russia, Lituania, Lettonia ed Estonia. Anche alcune piccole città nell'Alta Ungheria (oggi principalmente Slovacchia), divennero parte della Polonia nel trattato di Lubowla (città di Spiš).
I confini della Confederazione si spostarono per via guerre e trattati, a volte più volte in meno di un decennio, soprattutto nelle parti orientali e meridionali. L'ampliamento dei confini generò la crescita demografica che portò la nazione a superare i 10 milioni di abitanti nel XVII-XVIII secolo.

### Piccola Polonia
La provincia della Piccola Polonia (in polacco: Małopolska) includeva la Polonia meridionale e due città molto popolose: la capitale storica Cracovia, rimasta dopo il 1596 capoluogo, e Lublino, a nord-est:
- Voivodato di Bełz (województwo bełzkie, Bełz);
- Voivodato di Bracław (województwo bracławskie, Bracław);
- Voivodato di Czernihów (województwo czernichowskie, Czernihów);
- Voivodato di Kijów (województwo kijowskie, Kijów);
- Voivodato di Cracovia (województwo krakowskie, Cracovia);
- Voivodato di Lublino (województwo lubelskie, Lublino);
- Voivodato di Podolia (województwo podolskie, Kamieniec Podolski);
- Voivodato di Rutenia (województwo ruskie o Ruś), posto al confine con la Russia e con capoluogo Leopoli;
- Voivodato di Sandomierz (województwo sandomierskie, Sandomierz);
- Voivodato di Volinia (województwo wołyńskie, Łuck):
  - Contea di Halicz (ziemia halicka, Halicz);
  - Contea di Łuck (ziemia łuckowska, Luck);
  - Contea di Przemyśl (ziemia przemyslka, Przemyśl);
  - Contea di Sanock (ziemia sanocka, Sanok);
- Ducato di Siewierz (księstwo Siewierskie, Siewierz);
- Contea di Chełm (ziemia chełmska, Chełm);
- Principato di Oświęcim e Zator (Oświęcim, Zator).

### Grande Polonia
La provincia della Grande Polonia (Wielkopolska) includeva la Polonia centro-occidentale intorno a Poznań e il corso del fiume Warta:
- Voivodato di Brześć Kujawski (województwo brzesko-kujawskie, Brześć Kujawski);
- Voivodato di Gniezno (województwo gnieźnieńskie, Gniezno) dal 1768;
- Voivodato di Inowrocław (województwo inowrocławskie, Inowrocław)
- Voivodato di Kalisz (województwo kaliskie, Kalisz);
- Voivodato di Łęczyca (województwo łęczyckie, Łęczyca);
- Voivodato della Masovia, situato nella Polonia centrale (województwo mazowieckie, di Masovia, Varsavia) consistente di:
  - Contea di Ciechanów (ziemia ciechanowska, Ciechanów);
  - Contea di Czersk (ziemia czerska, Czersk);
  - Contea di of Liw (ziemia liwska, Liw);
  - Contea di Łomża (ziemia łomżyńska, Łomża);
  - Contea di Nur (ziemia nurska, Nur);
  - Contea di Różan (ziemia różańska, Różan);
  - Contea di Varsavia (ziemia warszawska, Varsavia);
  - Contea di Wisk (ziemia wiska, Wizna);
- Voivodato di Poznań (województwo poznańskie, Poznań);
- Voivodato di Płock (województwo płockie, Płock) consistente di:
  - Contea di Wyszogród (ziemia wyszogrodzka, Wyszogród);
  - Contea di Zawkrzeń (ziemia zawkrzeńska, Zawkrzeń);
- Voivodato della Podlachia (województwo podlaskie, Drohiczyn) consistente di:
  - Contea di Bielsk (ziemia bielska, Bielsk);
  - Contea di Drohiczyn (ziemia drohicka, Drohiczyn);
  - Contea di Mielnik (ziemia mielnicka, Mielnik);
- Voivodato di Rawa (województwo rawskie, Rawa) consistente di:
  - Contea di Rawa (ziemia rawska, Rawa);
  - Contea di of Gostyń (ziemia gostyńska, Gostyń);
  - Contea di Sochaczew (ziemia sochaczewska, Sochaczew);
- Voivodato di Sieradz (województwo sieradzkie, Sieradz);
- Contea di Dobrzyń (ziemia dobrzyńska, Dobrzyń);
- Contea di Michałów (ziemia michałkowicka, Michałów);
- Contea di Wieluń (ziemia wieluńska, Wieluń);
- Contea di Wschowa (ziemia wschowska, Wschowa).

### Granducato di Lituania
La Lituania propria (in lituano: Didžioji Lietuva) includeva il Granducato dell'omonima nazione. La sezione nordoccidentale, la parte in cui erano presenti più cattolico e più lituani, aveva capitale Vilnius:
- Ducato di Samogizia (in lituano: Žemaitija; in polacco: Żmudź), parte più occidentale e autonoma del Granducato di Lituania, anche parte occidentale della Lituania propria, capoluogo Raseiniai;
- Voivodato di Brest-Litovsk (województwo brzesko-litewskie, Brześć Litewski);
- Voivodato di Mścisław (województwo mścisławskie, Mścisław);
- Voivodato di Mińsk (województwo mińskie, Minsk);
- Voivodato di Nowogródek (województwo nowogrodzkie, Nowogrodek);
- Voivodato di Połock (województwo połockie, Połock);
- Voivodato di Smoleńsk (województwo smoleńskie, Smoleńsk);
- Voivodato di Trakai (województwo trockie, Trakai);
- Voivodato di Vilnius (województwo wileńskie, Vilnius);
- Voivodato di Vicebsk (województwo witebskie, Vicebsk).

### Prussia
La Prussia reale (Prusy Królewskie), situata sulla sponda meridionale del mar Baltico, era un'area autonoma sin dalla seconda pace di Toruń (1466), incorporata nella Corona nel 1569 con la nascita della Confederazione. A livello amministrativo inferiore figuravano:
- Pomerelia (Pomorze Gdańskie);
- Ducato di Varmia (Księstwo Warmińskie, principato episcopale di Varmia, Lidzbark Warmiński);
- Voivodato di Chełmno (województwo chełmińskie, Chełmno);
- Voivodato di Malbork (województwo malborskie, Malbork);
- Voivodato della Pomerania (województwo pomorskie), comprendeva i dintorni di Danzica, ovvero la parte occidentale della Prussia reale.

### Ducato di Livonia
Il Ducato di Livonia (Inflantia), compreso nell'odierna Lettonia, Estonia meridionale e una piccola sezione dell'Ingria, risultava un dominio congiunto della Corona e del Granducato di Lituania. Alcune aree andarono perdute in favore della Svezia nel 1620 e nel 1660:
- Ducato di Curlandia e Semigallia (in lituano: Kuršas ir Žiemgala; in polacco: Kurlandii i Semigalii), un feudo settentrionale della Confederazione. Da tale regione partì la colonizzazione curlandese in America a Tobago, nel 1637, e sull'isola James sul fiume Gambia nel 1651. Il capoluogo era Mitawa;
- Voivodato di Dorpat (województwo dorpackie, Dorpat) dal 1598 al 1625;
- Voivodato di Livonia (województwo inflanckie, Dyneburg) dal 1625;
- Voivodato di Parnawa (województwo parnawskie, Parnawa) dal 1598 al 1625;
- Voivodato di Wenden (województwo wendeńskie, Wenden) dal 1598 al 1625]m.

### Slesia
La Slesia (Śląsk) non rientrava della Confederazione, ma piccole sezioni appartennero nel corso del periodo di esistenza della Confederazione a vari monarchi; in particolare, i Vasa furono duchi di Opole (Oppeln) e Racibórz (Ratibor) dal 1645 al 1666.

### Suddivisioni ecclesiastiche
- Arcivescovato primaziale di Gniezno (Lowicz):
  - Breslavia;
  - Poznań;
  - Varmia;
  - Chelmo/Chelmza;
  - Świecie;
  - Płock;
  - Marienwerden;
  - Kalicz;
  - Włocławek;
  - Leczyca;
  - Cracovia e Kielce;
  - Zips (Spis)
  - Tarnów;
  - Toruń;
  - Danzica;
- Arcivescovato di Varsavia:
  - Sandomierz;
  - Lublino e Podlachia;
  - Augustów;
  - Vilnius;
  - Minsk;
  - Brest;
  - Chełm (1596);
  - Jelgava;
- Arcivescovato di Leopoli e Rutenia:
  - Halicz e Galizia;
  - Luck e Volinia;
  - Kazimierz;
  - Wladislaw;
  - Pinsk;
  - Polack;
  - Vicebsk
  - Kiev;
  - Kolomez;
  - Mohileŭ (1772).

## Geografia

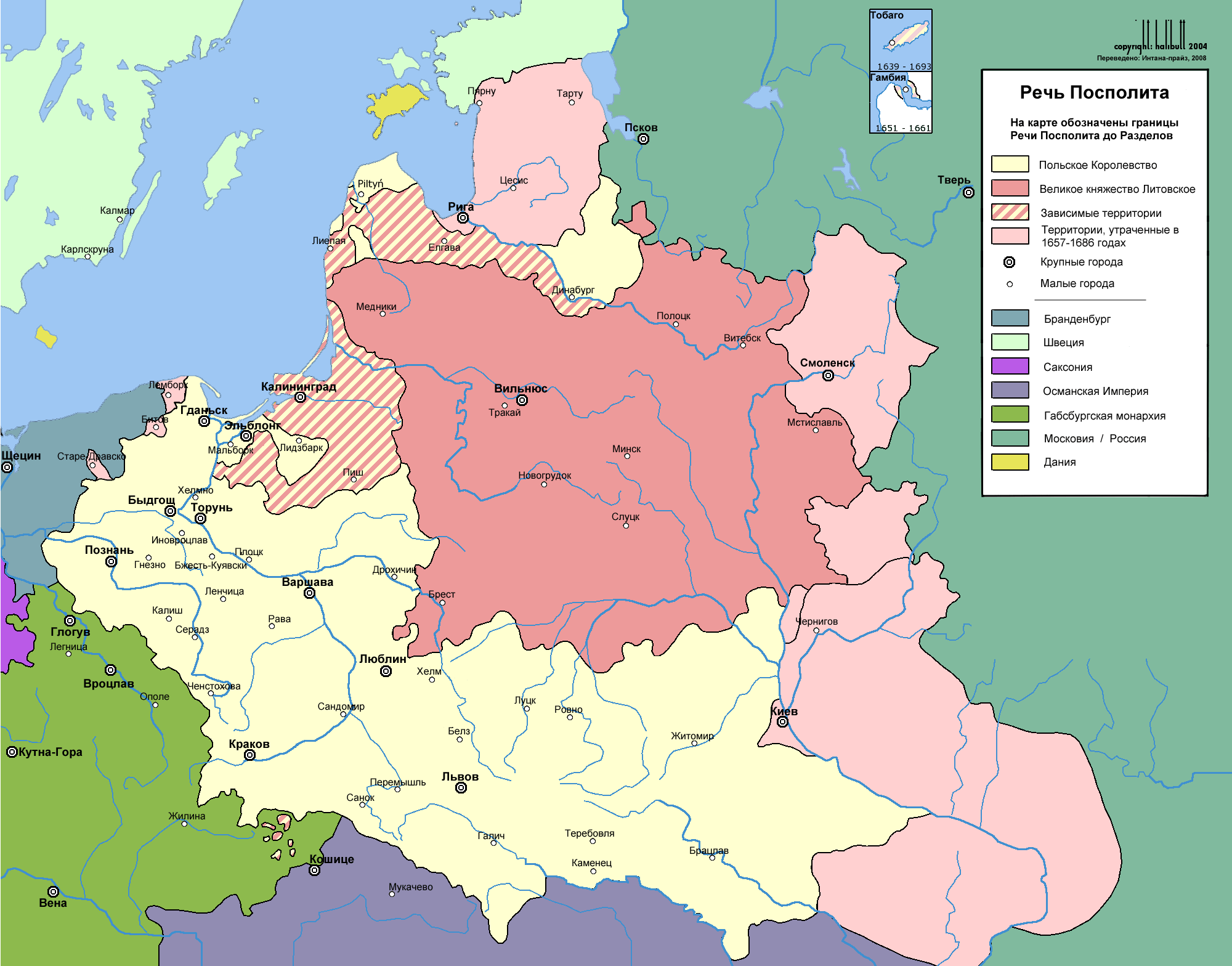
La confederazione alla sua massima espansione nel 1619: in marroncino è evidenziato il Granducato di Lituania, in rosa chiaro invece le acquisizioni territoriali sotto Sigismondo III Vasa, in giallo chiaro i territori della Corona Polacca e infine le linee gialle e rosa indicano i territori indipendenti dal governo reale (Curlandia e Prussia Orientale)

Nel XVI secolo, il vescovo e cartografo polacco Marcin Kromer, formatosi in gioventù a Bologna, pubblicò un atlante in latino, intitolato Polonia sive de situ, populis, moribus, magistratibus et Republica regni Polonici libri duo (Polonia: sulla sua posizione, la gente, la cultura, gli uffici e la Confederazione polacca), considerata tra le guide più complete del Paese.
Le opere di Kromer e altre mappe contemporanee, come quelle di Gerardo Mercatore, propongono la Confederazione come per lo più pianeggiante. La parte nord-orientale e centro-orientale della nazione, per cui è stato coniato il termine Kresy nel Novecento con l'intenzione di identificare quei territori che, in parte, ancora facevano capo a Varsavia nel periodo interbellico, ma che invece oggi non rientrando nemmeno per un chilometro nel territorio polacco, era famosa per le sue steppe. I Carpazi delineavano il confine meridionale, mentre la catena dei monti Tatra risultava più alta; il Mar Baltico formava la delimitazione settentrionale della Confederazione. Come nella maggior parte dei Paesi europei all'epoca, la Confederazione aveva un'ampia copertura forestale, specialmente a est: oggi, ciò che resta della foresta di Białowieża costituisce l'ultima macchia verde primordiale restata in gran parte intatta in Europa e che ospita specie rare come il bisonte europeo (Bison bonanus).

## Galleria d'immagini

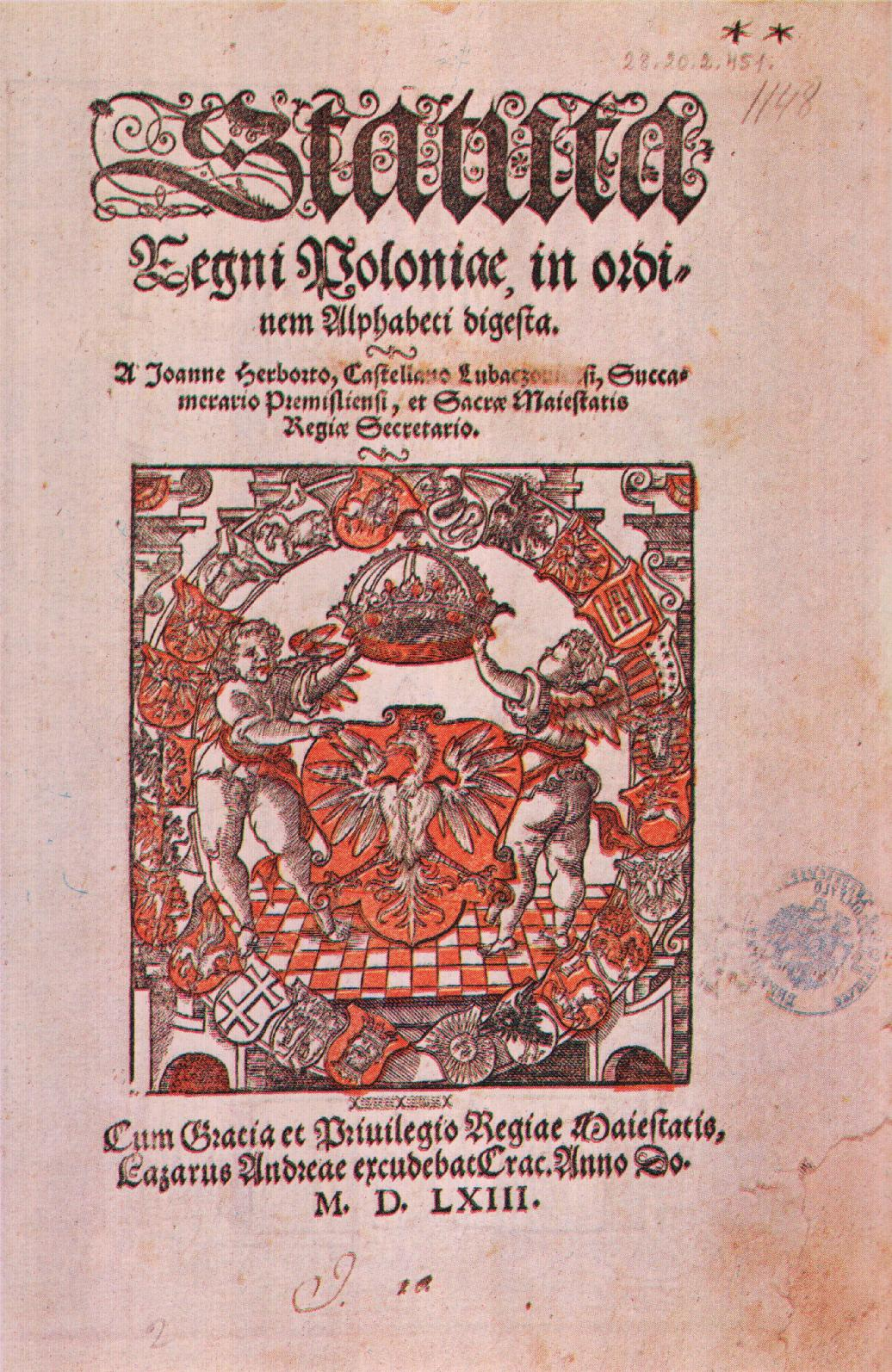
Statuta Regni Poloniae in ordinem alphabeti digesta (Statuti del Regno di Polonia, disposti in ordine alfabetico), 1563
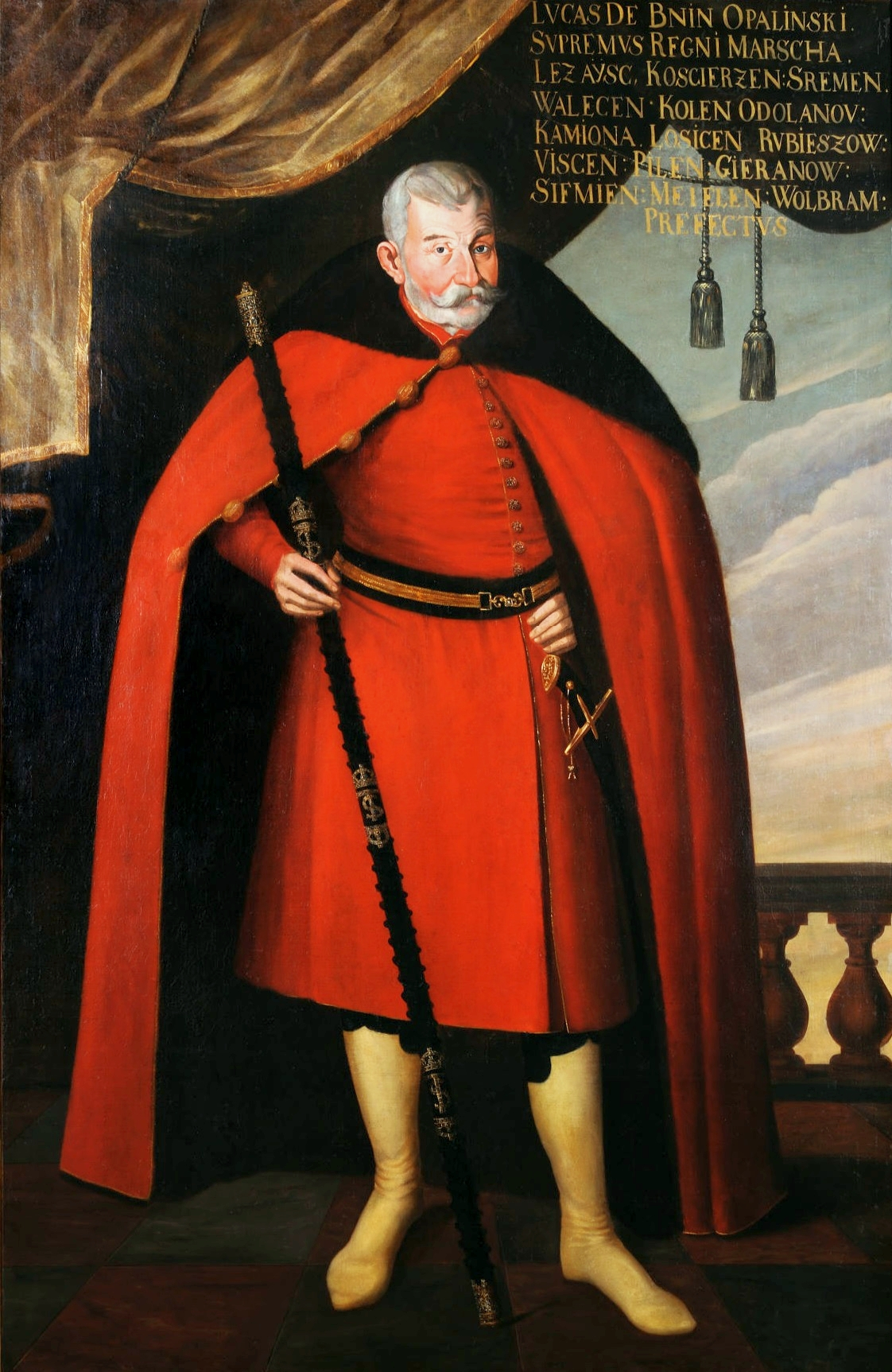
Il Gran maresciallo della Corona (Marszałek) Łukasz Opaliński in un ritratto del 1640 con le insegne del suo potere nel parlamento, il cui marchio caratterizzante principale è il bastone nero
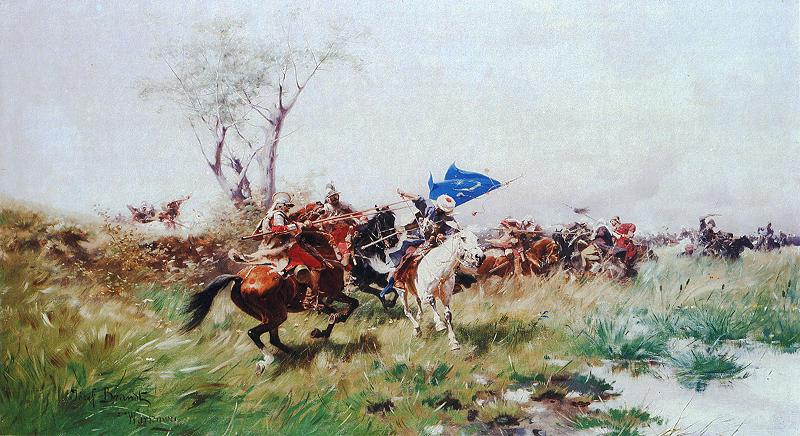
Scontro tra la cavalleria polacca e quella turca, Józef Brandt
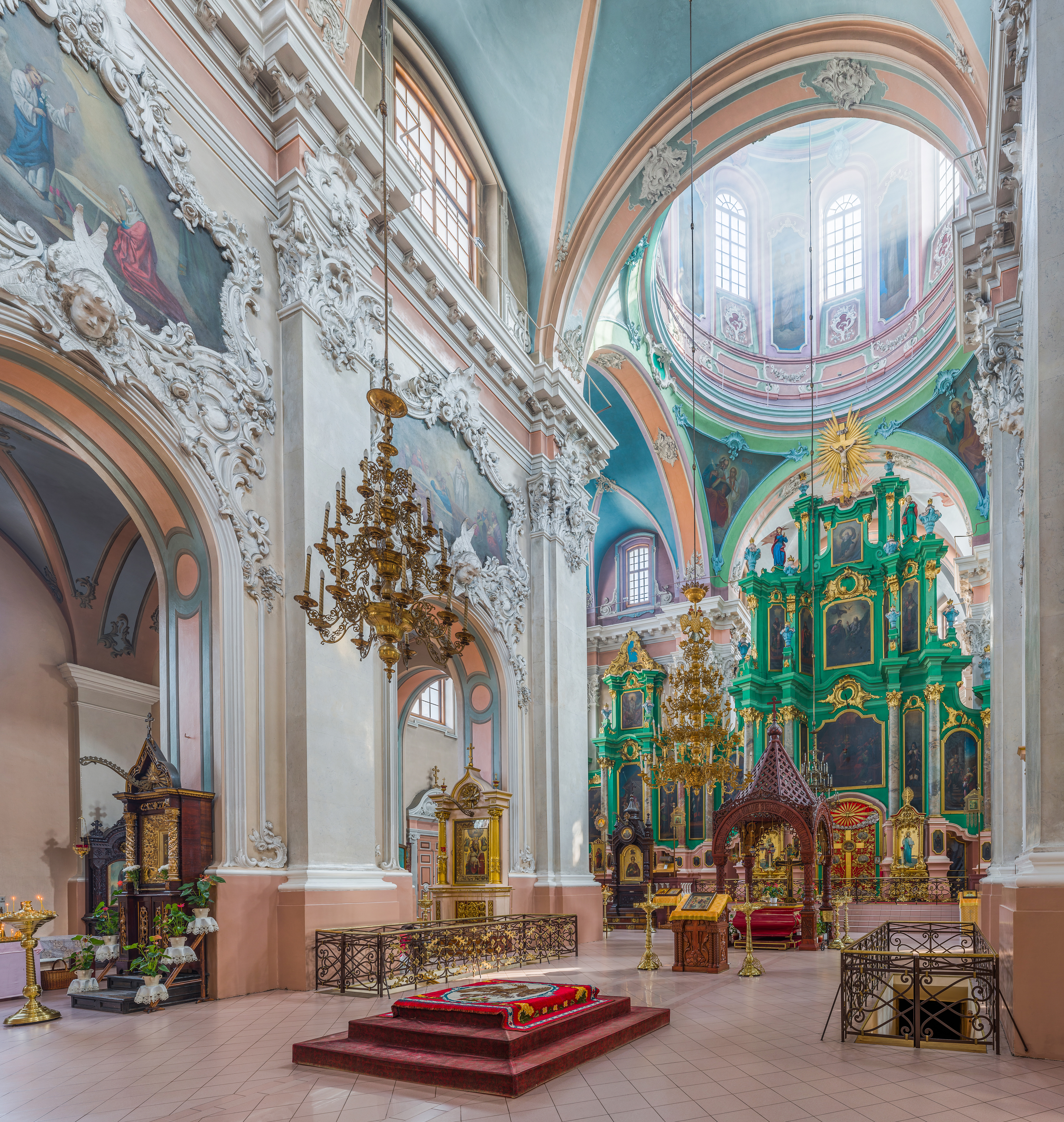
Iconostasi Rococò nella chiesa ortodossa del Santo Spirito a Vilnius, progettata da Johann Christoph Glaubitz tra il 1753 e il 1756
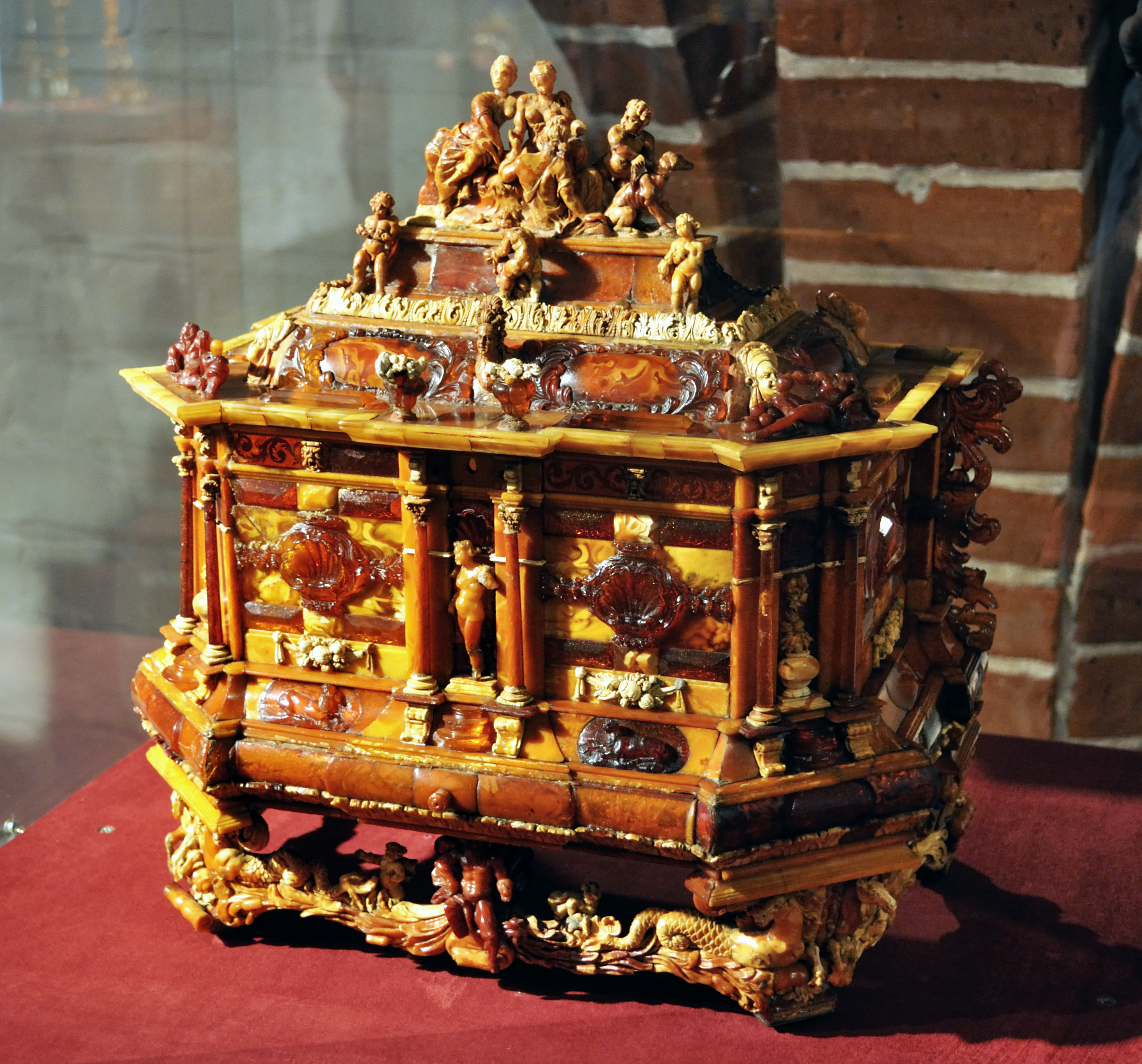
Scrigno d'ambra del XVIII secolo. Danzica possedeva quasi il monopolio nel XVII secolo di commercianti dediti alla lavorazione della resina
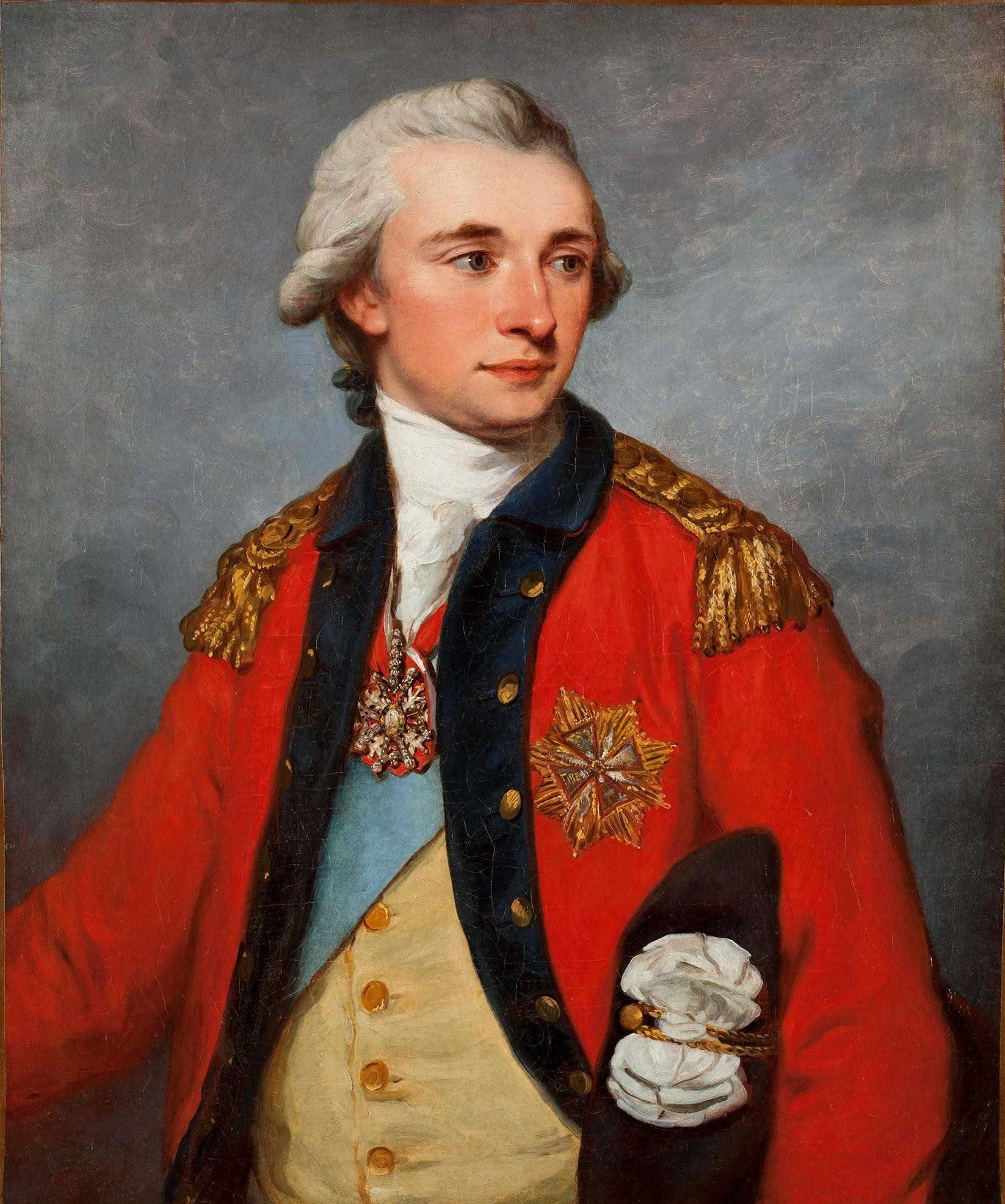
Stanisław Poniatowski, comandante delle Guardie reali e Gran tesoriere. Ritratto di Angelika Kauffmann del 1786
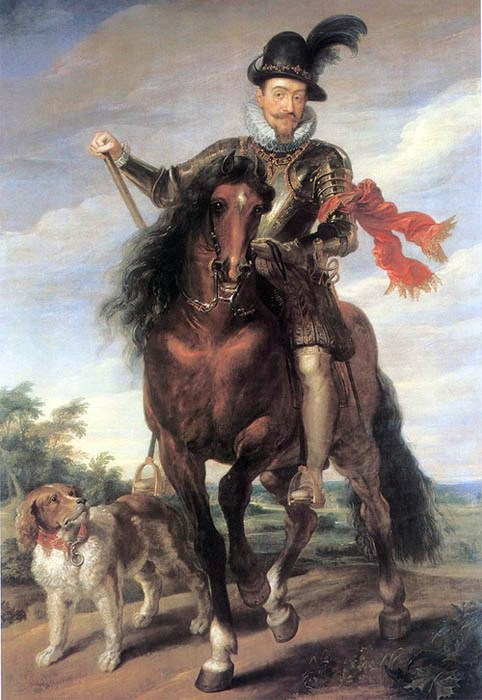
Ritratto a cavallo di re Sigismondo III di Polonia di Peter Paul Rubens, 1624
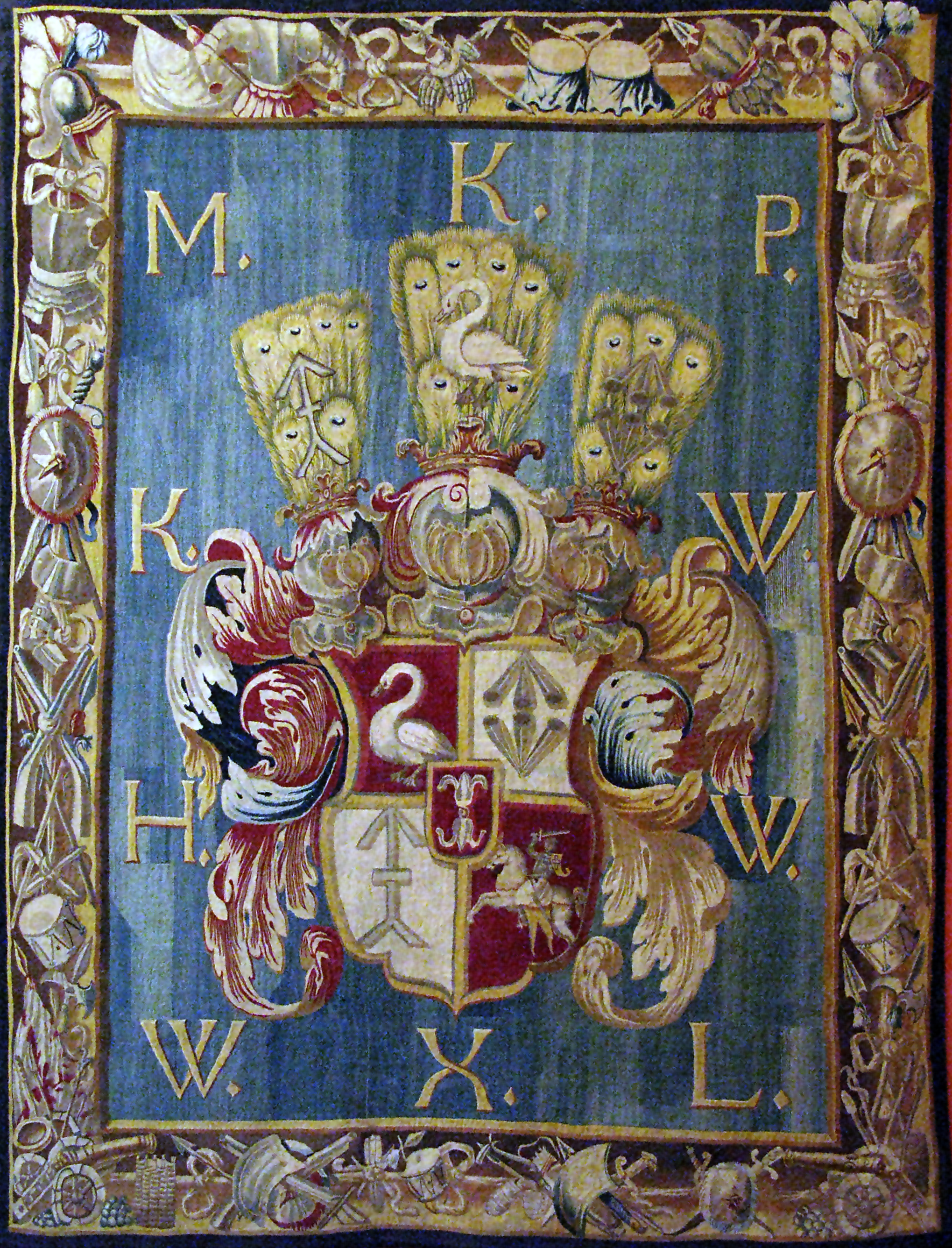
Arazzo con lo stemma nobiliare di Micheł Kazimierz Pac, Jan Leyniers, Bruxelles, 1667–1669
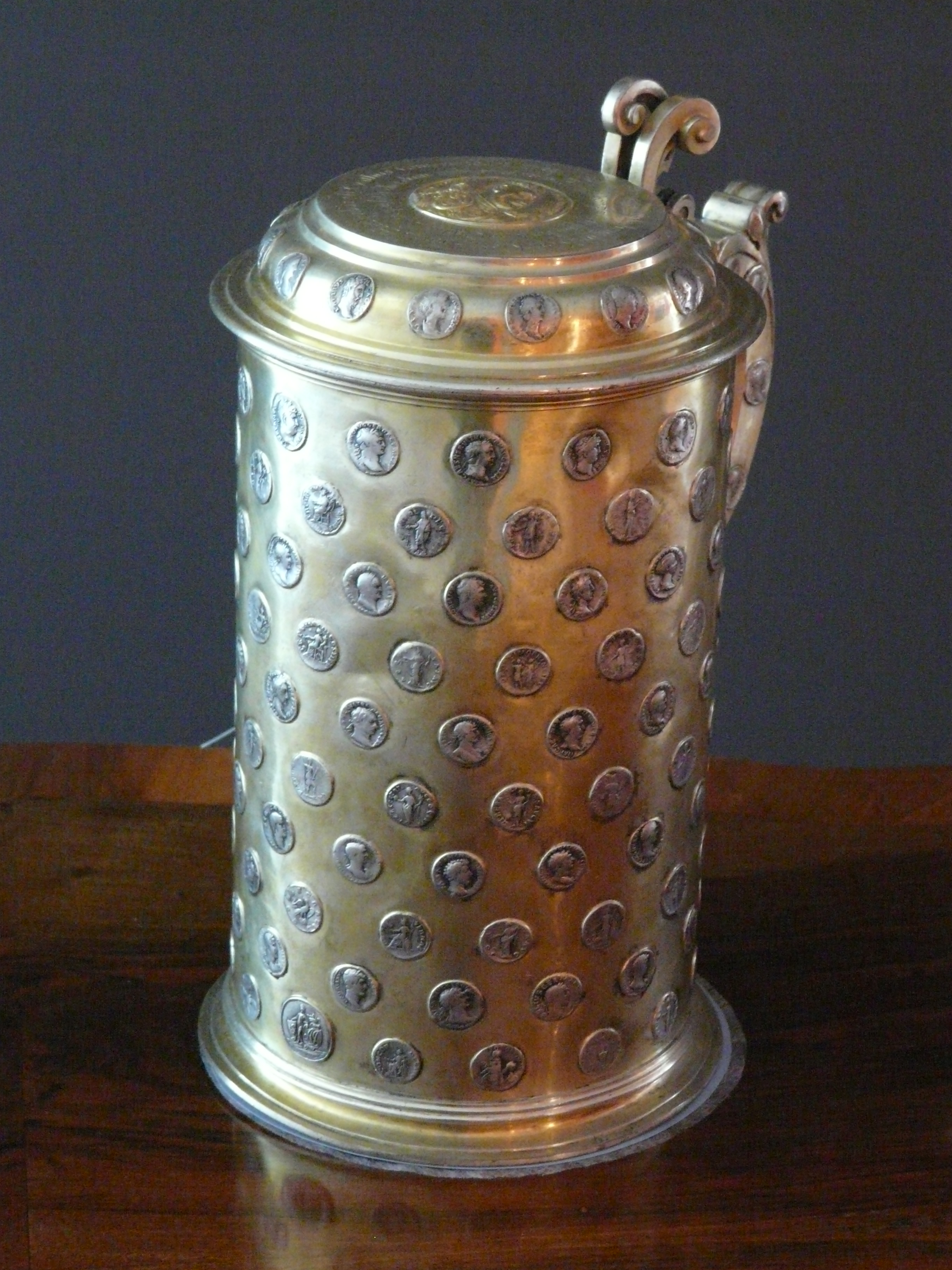
Boccale d'argento di Józef Ceypler, Cracovia, 1739–1745
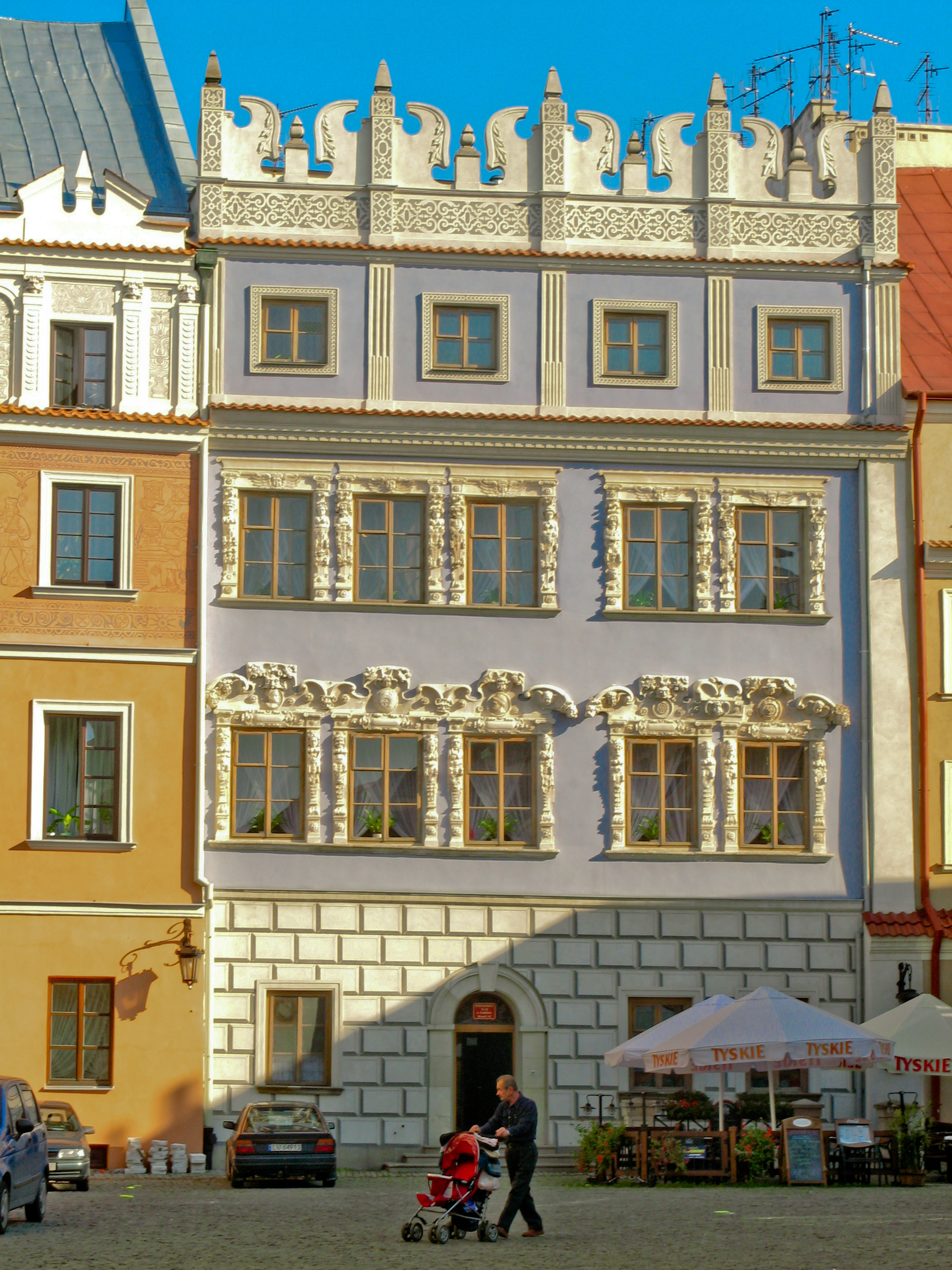
Edificio realizzato in stile rinascimentale del 1575 immortalato a Lublino
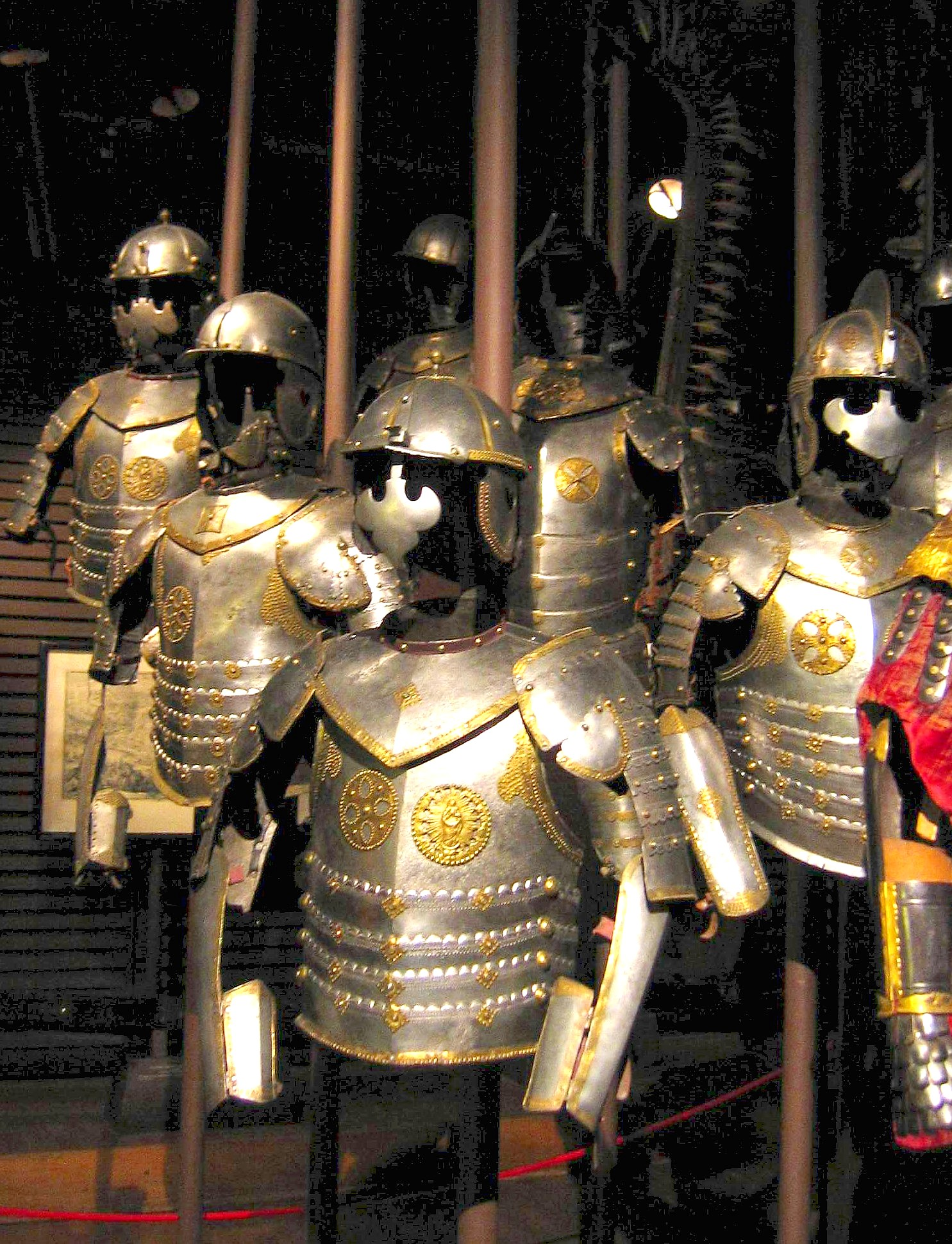
Armature ussare della prima metà del XVII secolo
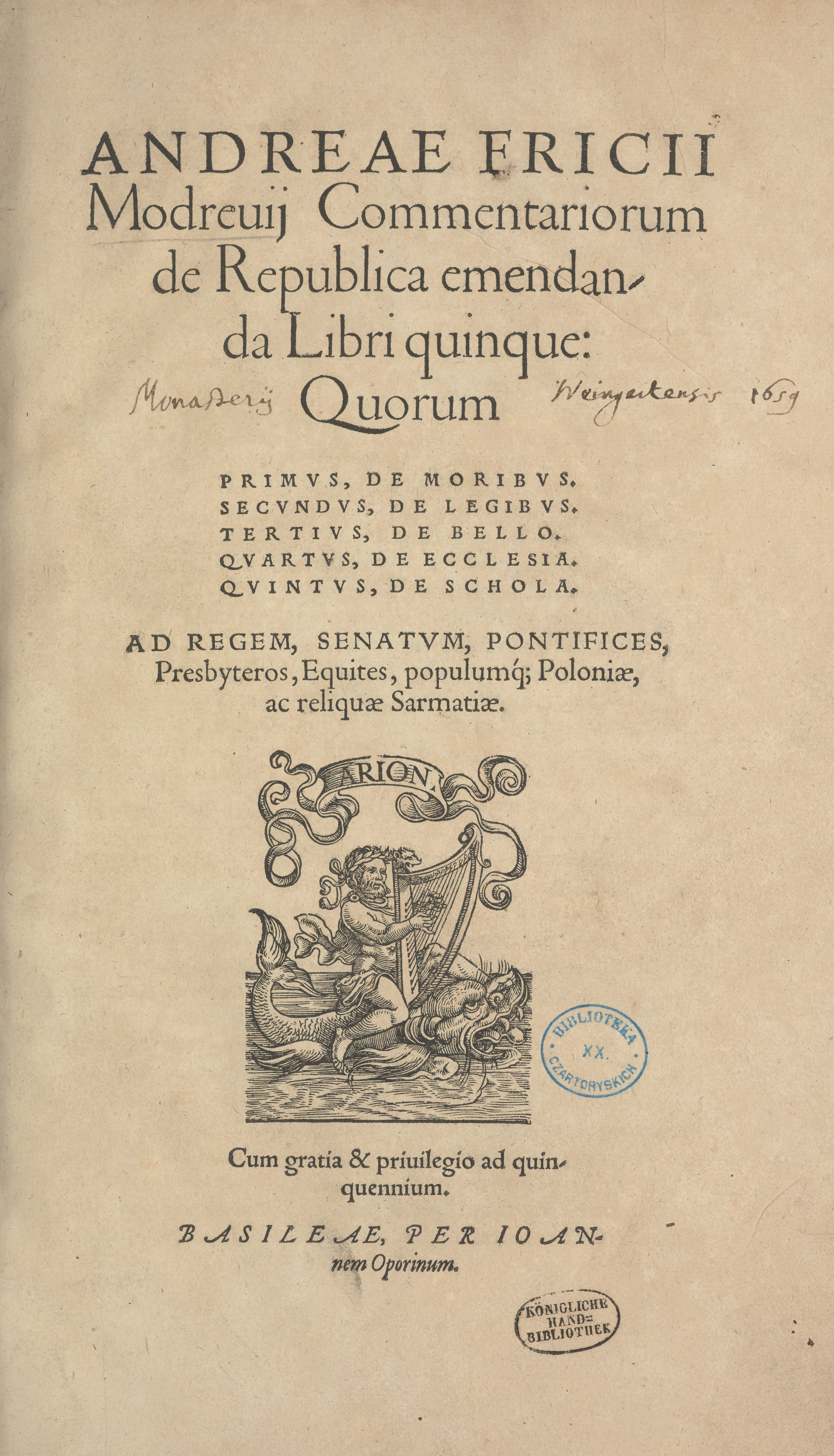
Il De republica emendanda (1554) di Andrzej Frycz Modrzewski proponeva un fitto programma di riforme da effettuare in riferimento a stato, società e chiesa. Lo scritto si ispira al Principe di Niccolò Machiavelli
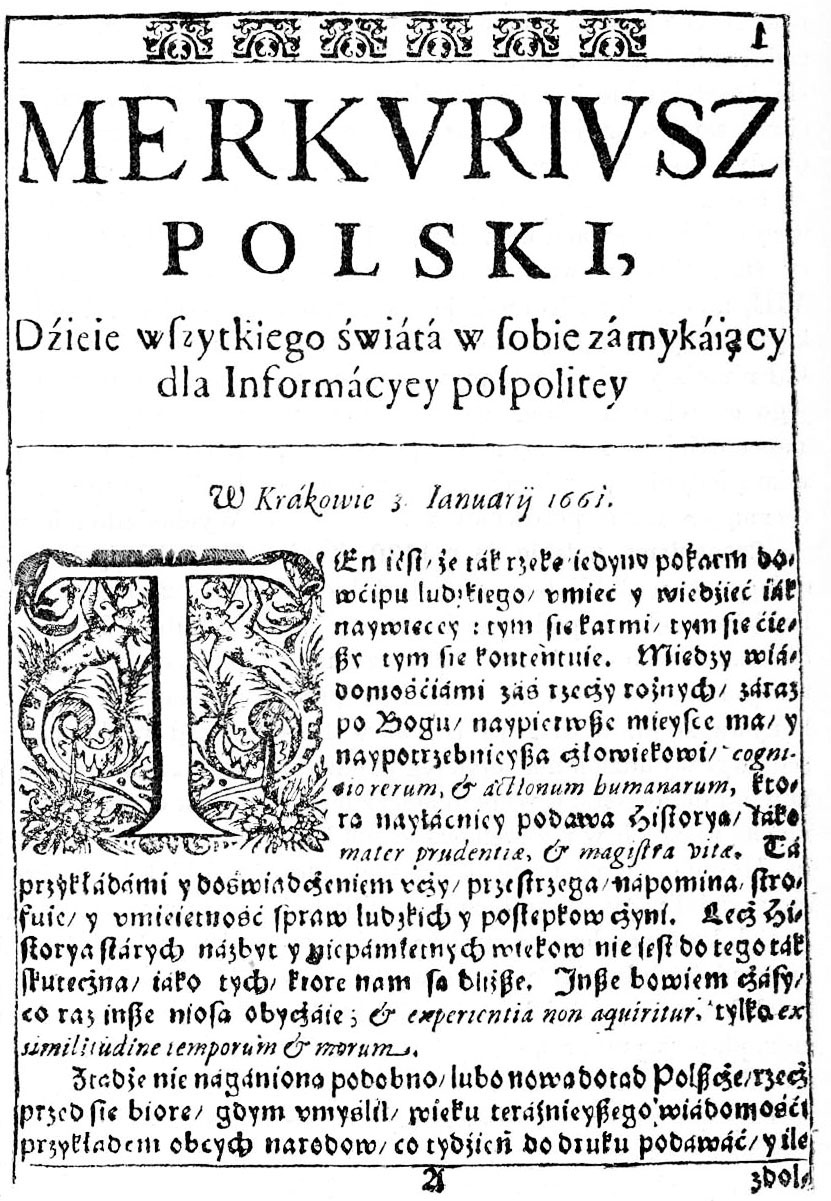
Il Merkuriusz Polski Ordynaryjny (Mercurio ordinario polacco), primo quotidiano polacco pubblicato su volontà della regina Maria Luisa Gonzaga nel 1661
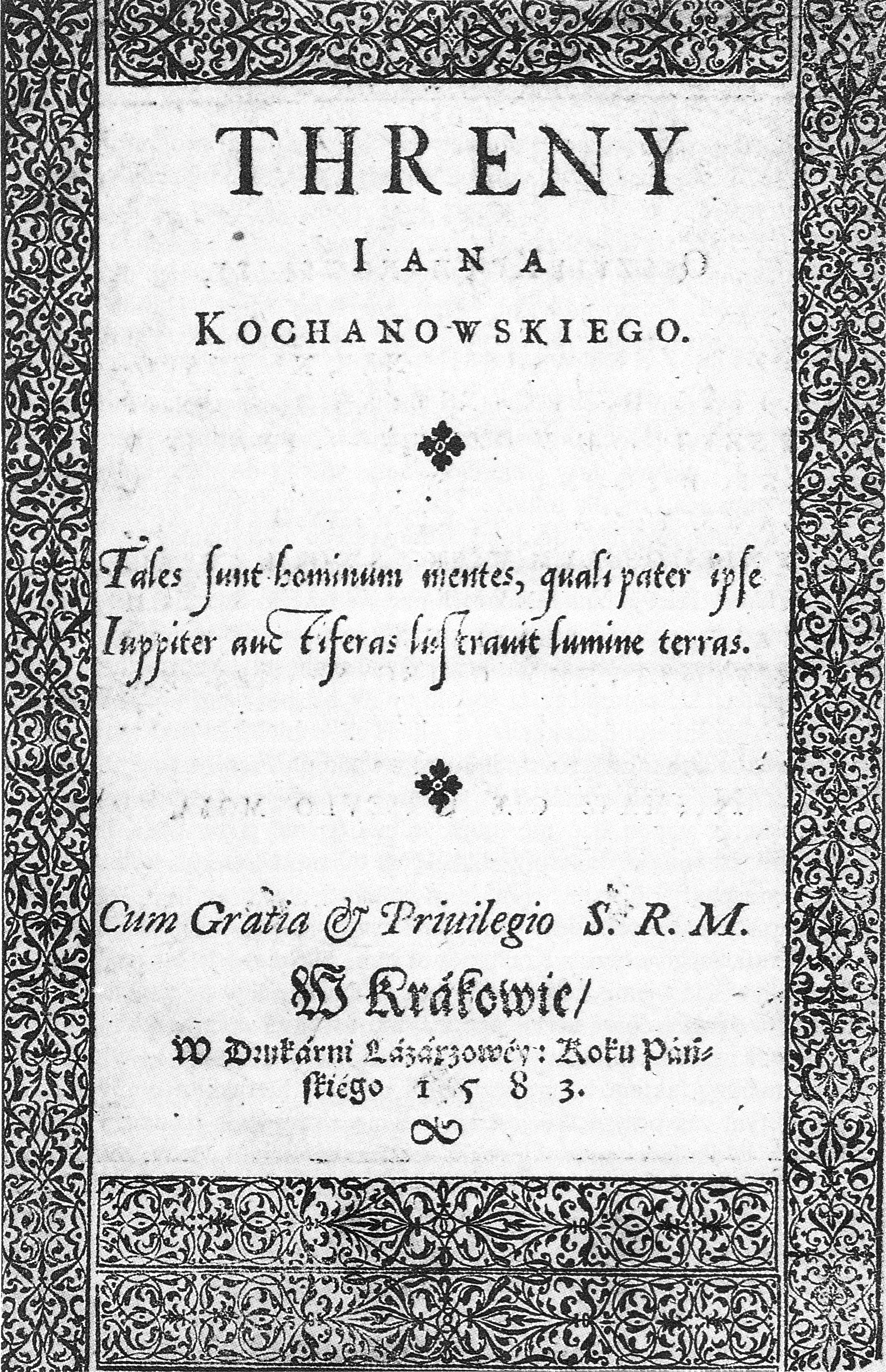
Copertina del Treny (1580) di Jan Kochanowski, una raccolta di elegie sulla morte della figlia dell'artista: è considerata una delle opere più importanti della letteratura polacca
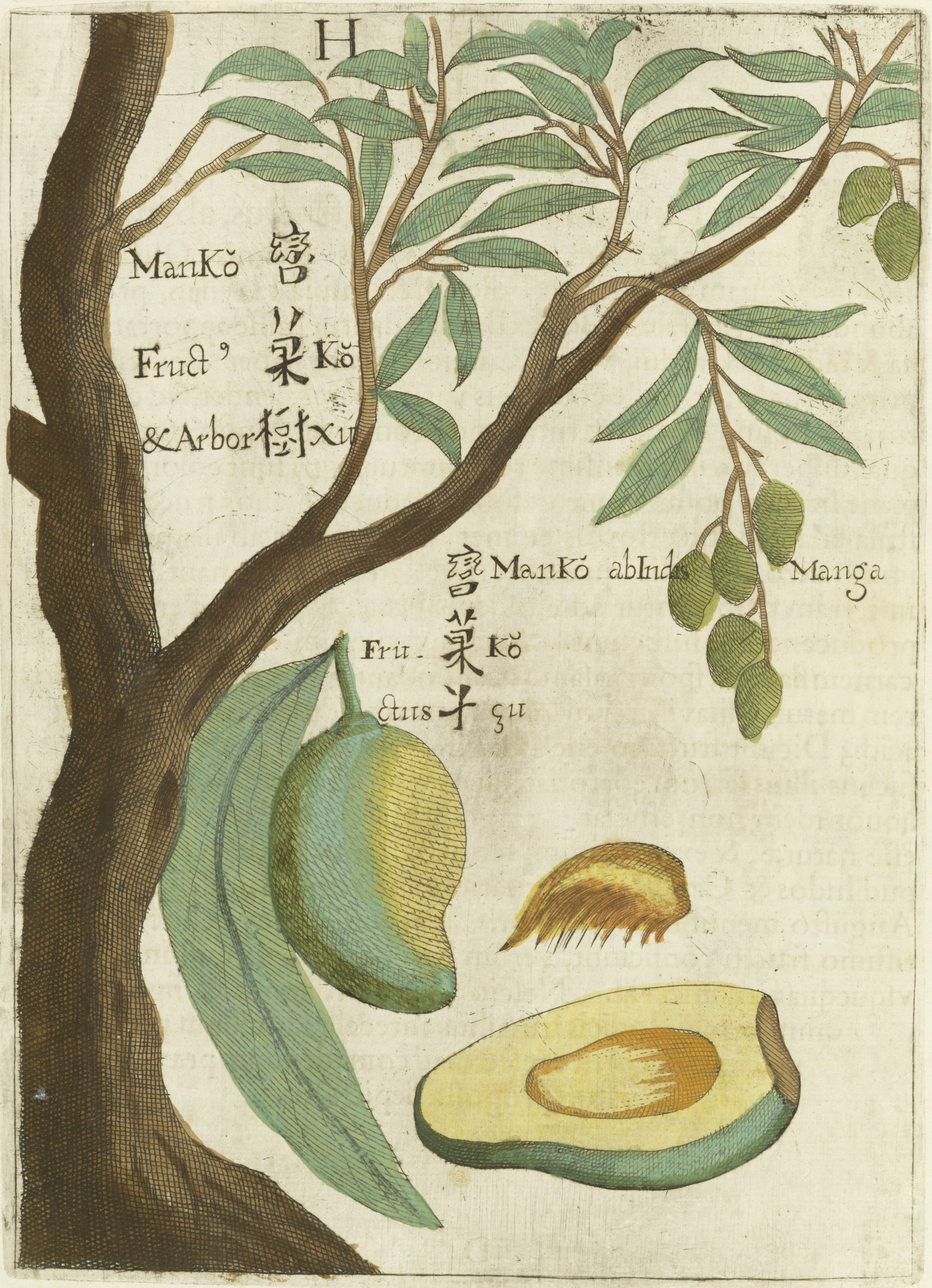
Un mango illustrato da Michał Boym nel Flora Sinensis (1656), il primo a descrivere l'ecosistema dell'Estremo Oriente prodotto in Europa
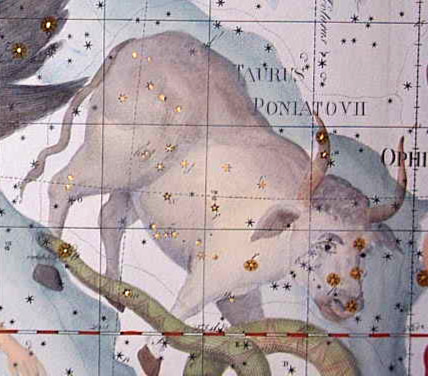
Il toro di Poniatowski, una costellazione creata nel 1777 dall'abate Martin Poczobutt di Vilnius per onorare Stanislao II Augusto Poniatowski
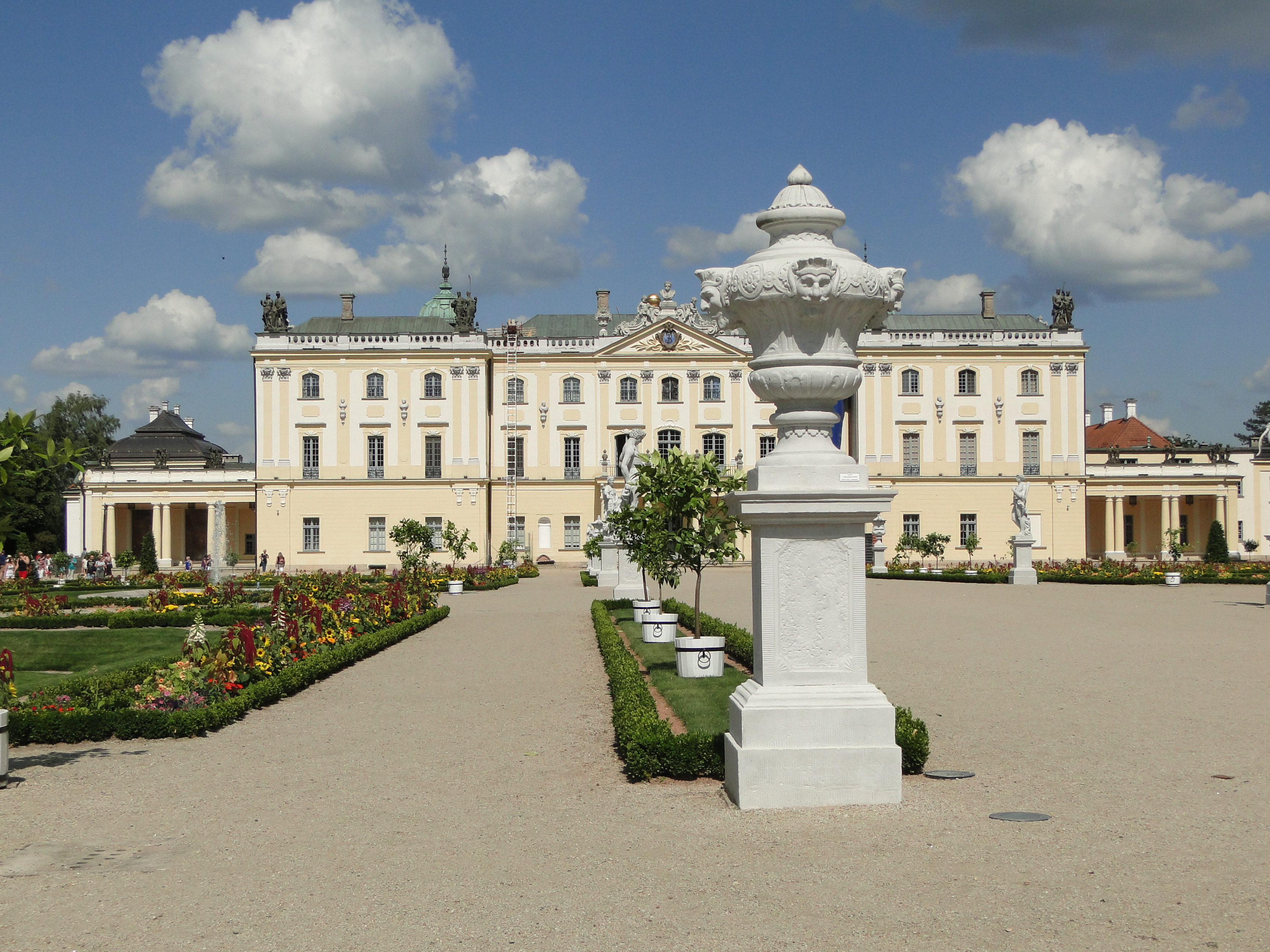
Palazzo Branicki Palace a Białystok, disegnato da Tielman van Gameren, viene talvolta definito il "Versailles polacco"
Il monastero di Pažaislis a Kaunas fu progettato da Pietro Puttini ed edificato tra il 1674 e il 1712
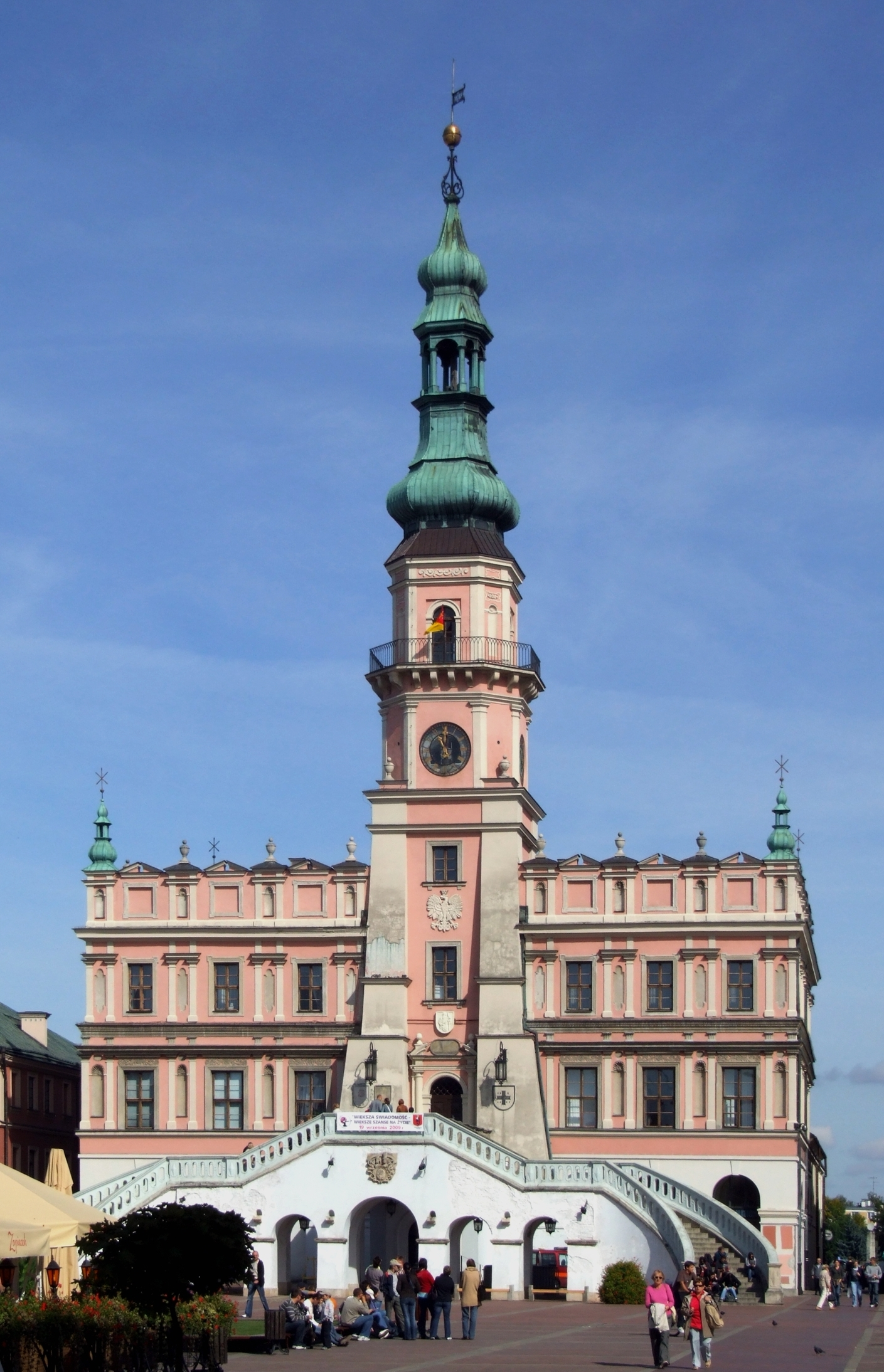
Il municipio di Zamość, disegnato da Bernardo Morando, è un esempio unico di architettura rinascimentale europea, in quanto realizzato secondo gli schemi della "città ideale"
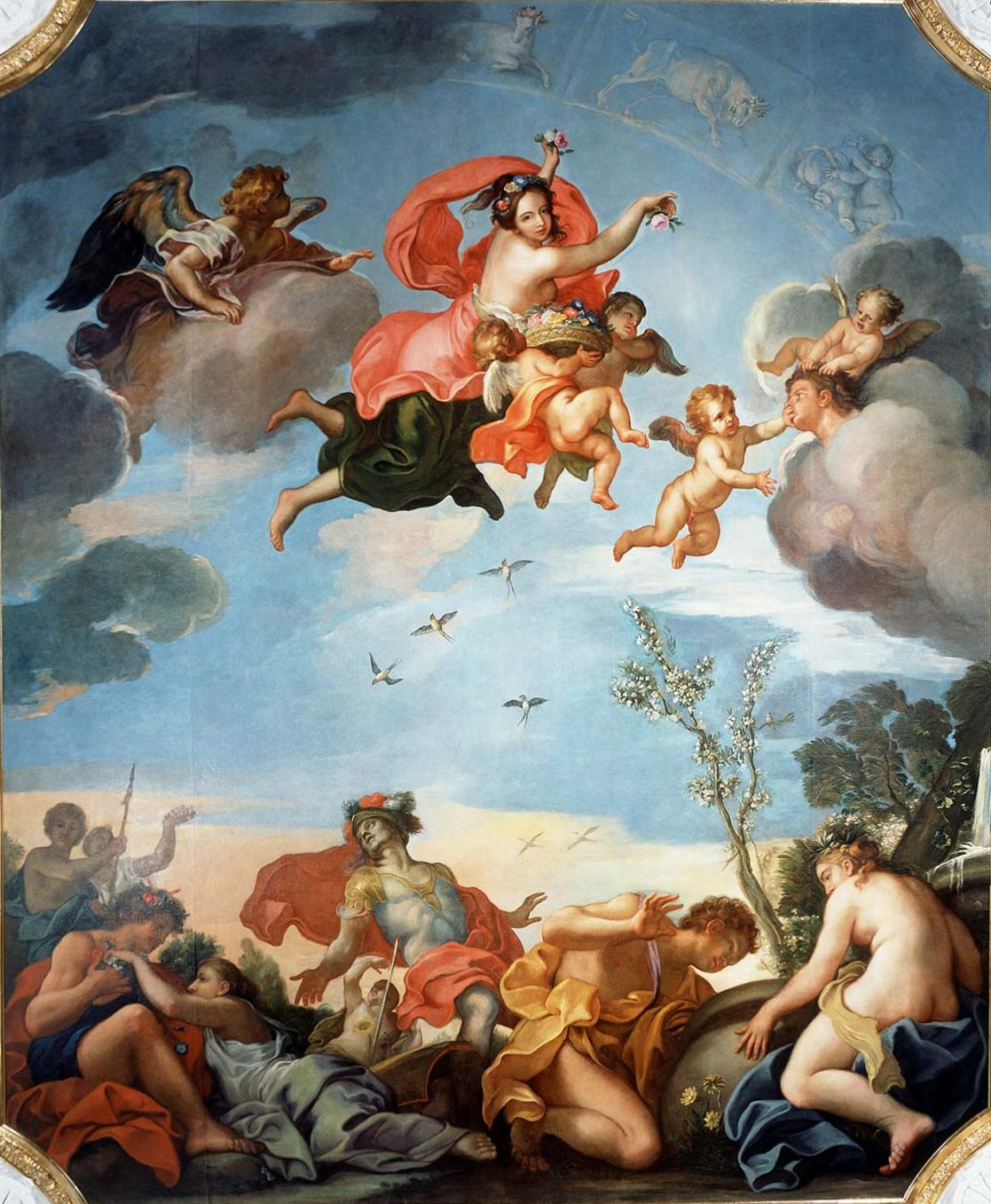
Plafond intitolato Allegoria della Primavera, Jerzy Siemiginowski, anni 1680, palazzo di Wilanów
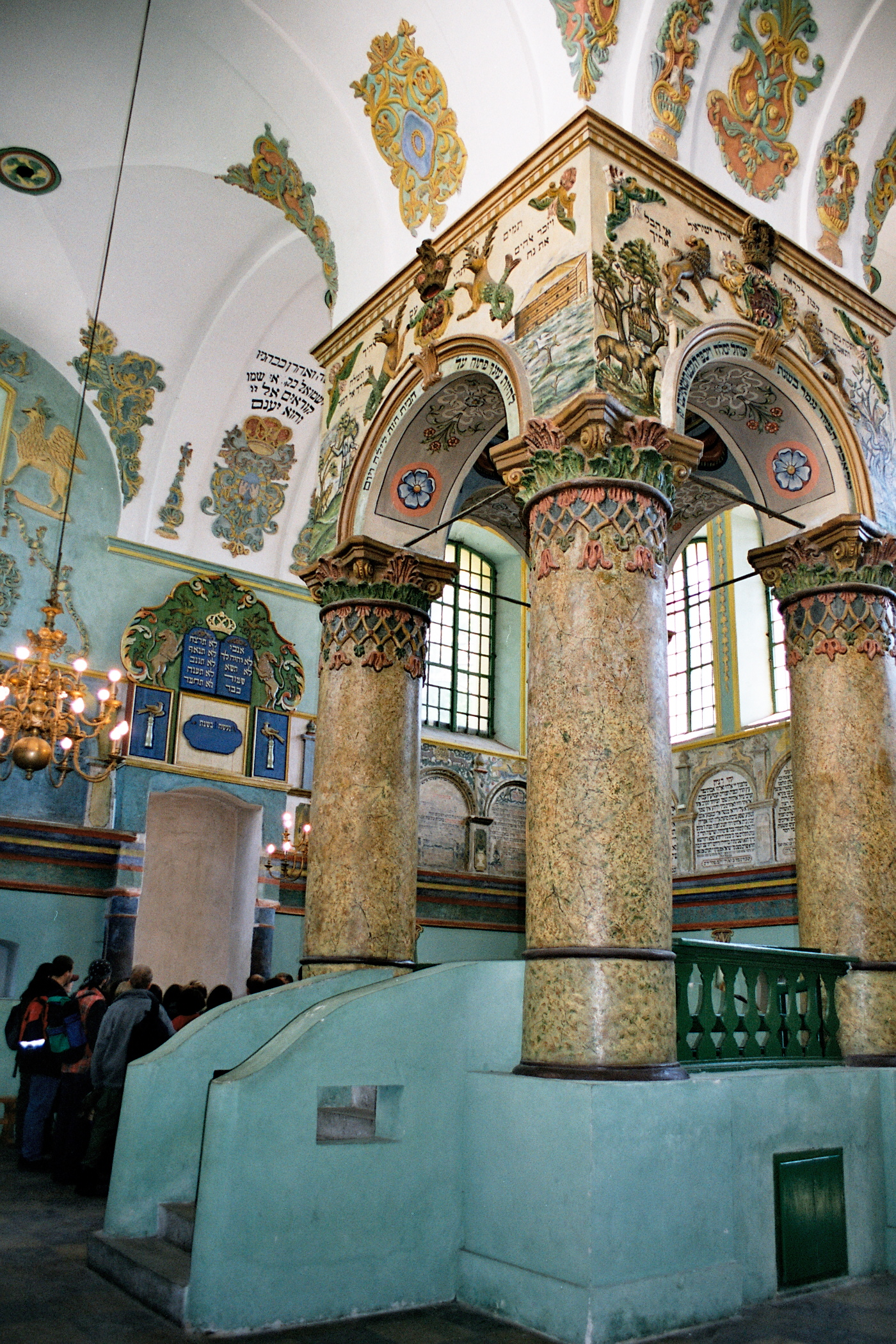
Sinagoga di Łańcutx la cui costruzione di autorizzata da Stanisław Lubomirski nel 1733